# Liste der Biografien/Wor
Liste der Biografien |
Portal Biografien |
Personensuche
# |
A |
B |
C |
D |
E |
F |
G |
H |
I |
J |
K |
L |
M |
N |
O |
P |
Q |
R |
S |
T |
U |
V |
W |
X |
Y |
Z |
?
 
Wa |
Wc |
Wd |
We |
Wh |
Wi |
Wj |
Wl |
Wn |
Wo |
Wr |
Ws |
Wt |
Wu |
Ww |
Wy |
Wz
 
Woa |
Wob |
Woc |
Wod |
Woe |
Wof |
Wog |
Woh |
Woi |
Woj |
Wok |
Wol |
Wom |
Won |
Woo |
Wop |
Wor |
Wos |
Wot |
Wou |
Wov |
Wow |
Wox |
Woy |
Woz
Die Liste der Biografien führt alle Personen auf, die in der deutschsprachigen Wikipedia einen Artikel haben. Dieses ist eine Teilliste mit 550 Einträgen von Personen, deren Namen mit den Buchstaben „Wor“ beginnt.

## Wor

### Wora
- Worachai Chaisura (* 1997), thailändischer Fußballspieler
- Worachai Jaoprakam (* 2000), thailändischer Fußballspieler
- Worachai Surinsirirat (* 1973), thailändischer Fußballspieler
- Worachit Kanitsribampen (* 1997), thailändischer Fußballspieler
- Worakls (* 1988), französischer DJ und MusikproduzentWorakls (* 1988)

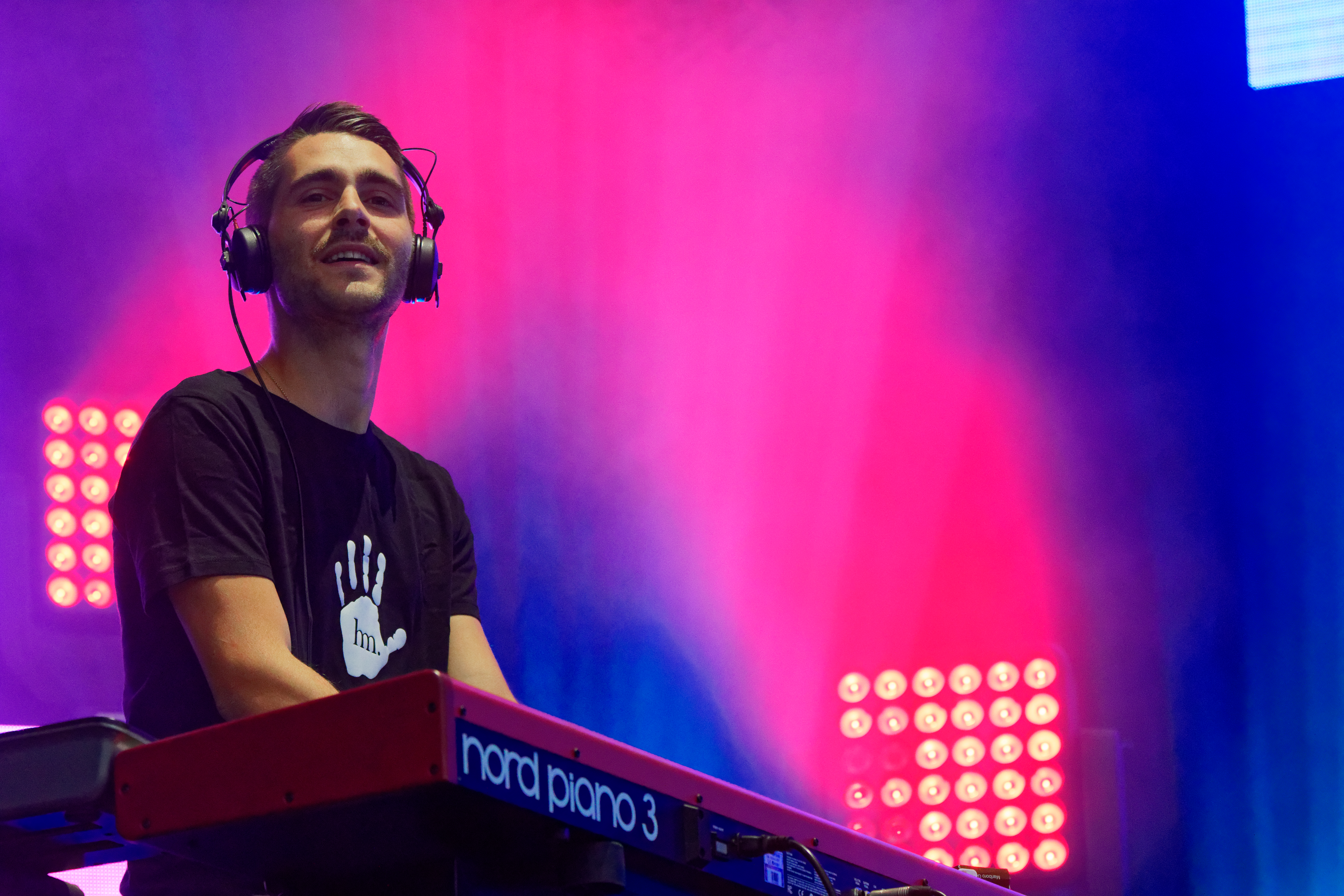
Worakls (* 1988)

- Woramat Roopngam (* 2003), thailändischer Fußballspieler
- Woranat Thongkruea (* 1993), thailändischer Fußballspieler
- Woranau, Aljaksandr (* 1990), belarussischer Skilangläufer
- Woranau, Wital (* 1983), belarussischer Autor
- Woranet Tornueng (* 1990), thailändischer Fußballspieler
- Woranuch, Pongsri (1939–2025), thailändische Sängerin
- Woraphob Thaweesuk (* 1998), thailändischer Fußballspieler
- Woraphot Somsang (* 1993), thailändischer Fußballspieler
- Worath, Johann (1609–1680), österreichischer Barockbildhauer und Altarschnitzer
- Woratschek, Herbert (* 1955), deutscher Wirtschaftswissenschaftler
- Woratz, Gerhard (1908–1997), deutscher Verwaltungsjurist und Ministerialbeamter
- Worawongsa († 1548), König von Ayutthaya
- Worawut Chansitha (* 2000), thailändischer Fußballspieler
- Worawut Namvech (* 1995), thailändischer Fußballspieler
- Worawut Noisri (* 2005), thailändischer Fußballspieler
- Worawut Sathaporn (* 1997), thailändischer Fußballspieler
- Worawut Srisupha (* 1992), thailändischer Fußballspieler
- Worawut Sukhuna (* 2000), thailändischer Fußballspieler
- Worawut Wangsawad (* 1981), thailändischer Fußballspieler

### Worb
- Worbis, Guadalupe (* 1983), mexikanische Fußballspielerin
- Worbs, Carolin (* 1994), deutsche Autorin und Moderatorin
- Worbs, Herbert (1915–1997), deutscher Fußballtrainer
- Worbs, Johann Gottlob (1760–1833), deutscher evangelischer Theologe und Historiker
- Worbs, Michael (1950–2023), deutscher Diplomat

### Worc
- Worcell, Stanisław (1799–1857), polnischer Politiker und Publizist
- Worcester, Dean Conant (1866–1924), US-amerikanischer Zoologe und Regierungsbeamter
- Worcester, Noah (1758–1837), US-amerikanischer unitarischer Pfarrer, Friedensaktivist
- Worcester, Samuel T. (1804–1882), US-amerikanischer Politiker
- Worcester, William, englischer Reiseschriftsteller und Antiquar
- Worch, Brad II, US-amerikanischer Schauspieler
- Worch, Christian (* 1956), deutscher NeonaziChristian Worch (* 1956)

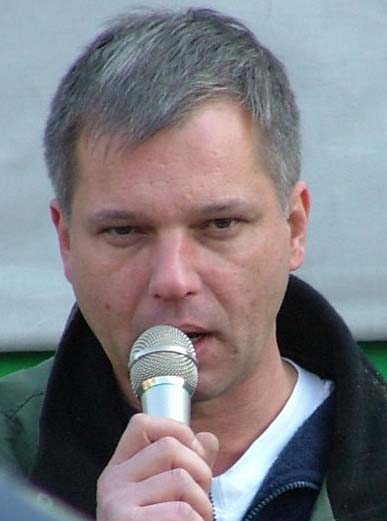
Christian Worch (* 1956)

- Worch, Günter (1895–1981), deutscher Bauingenieur
- Worch, Herbert (1882–1953), deutscher Versicherungsmanager
- Worch, Herbert (* 1918), deutscher DBD-Funktionär, MdV
- Worch, Hermann (1890–1935), deutscher sozialdemokratischer Regierungsrat
- Worch, Katja (1930–2012), deutsche Fotojournalistin
- Worch, Marie-Ernestine (* 1984), deutsche Schauspielerin
- Worch, Wanda (* 1980), deutsche Schauspielerin, Musikerin und ehemaliges Model
- Worch, Willi (1896–1972), deutscher Politiker (NSDAP)

### Word
- Word, Thomas J. (1805–1890), US-amerikanischer Politiker
- Worde, Wynkyn de († 1535), englischer Buchdrucker
- Wördehoff, Bernhard (1929–2002), deutscher Journalist
- Wördehoff, Ludwig Wilhelm (1923–2015), deutscher Politiker (SPD), MdL
- Wördehoff, Martin (* 1979), deutscher Radsportler
- Wördehoff, Thomas (* 1953), deutscher Dramaturg und Festspielintendant
- Wordel, Ria (1894–1992), kölsche Mundartautorin
- Wordelmann, Julius (1885–1945), deutscher Gewerkschafter und Widerstandskämpfer gegen den Nationalsozialismus
- Wördemann, Franz (1923–1992), deutscher Sachbuchautor und Journalist
- Wördemann, Jan Hinnerk (1851–1923), niederdeutscher Autor, Schauspieler und Rezitator
- Wördemann, Klara (* 1995), deutsche Schauspielerin
- Wördemann, Maria (* 1995), deutsche Schauspielerin
- Worden, Alexandra (* 1970), amerikanische Ozeanographin
- Worden, Alfred (1932–2020), US-amerikanischer Astronaut
- Worden, Frederic Garfield (1918–1995), US-amerikanischer Mediziner, Neurowissenschaftler und Hochschullehrer
- Worden, Hank (1901–1992), US-amerikanischer FilmschauspielerHank Worden (1901–1992)

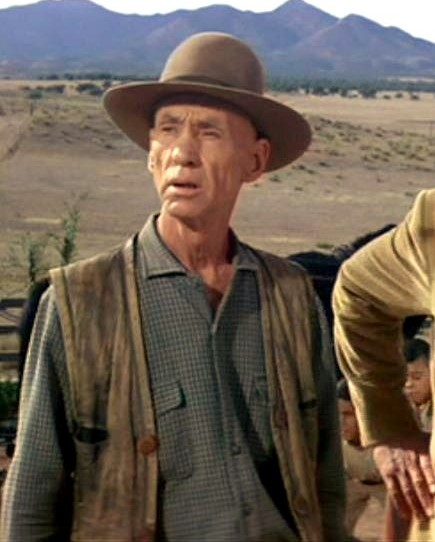
Hank Worden (1901–1992)

- Worden, Marc (* 1976), kanadischer Filmschauspieler und Moderator
- Worden, Pete (* 1948), US-amerikanischer Astrophysiker
- Wordie, James (1889–1962), britischer Geologe und Polarforscher
- Wordley, Sharn (* 1974), neuseeländischer Springreiter
- Wordsworth Darwin, Ellen (1856–1903), britische Stipendiatin und Dozentin
- Wordsworth, Barry (* 1948), englischer Dirigent
- Wordsworth, Dorothy (1771–1855), englische Poetin und Chronistin
- Wordsworth, Elizabeth (1840–1932), britische Autorin und Pädagogin
- Wordsworth, William (1770–1850), britischer DichterWilliam Wordsworth (1770–1850)

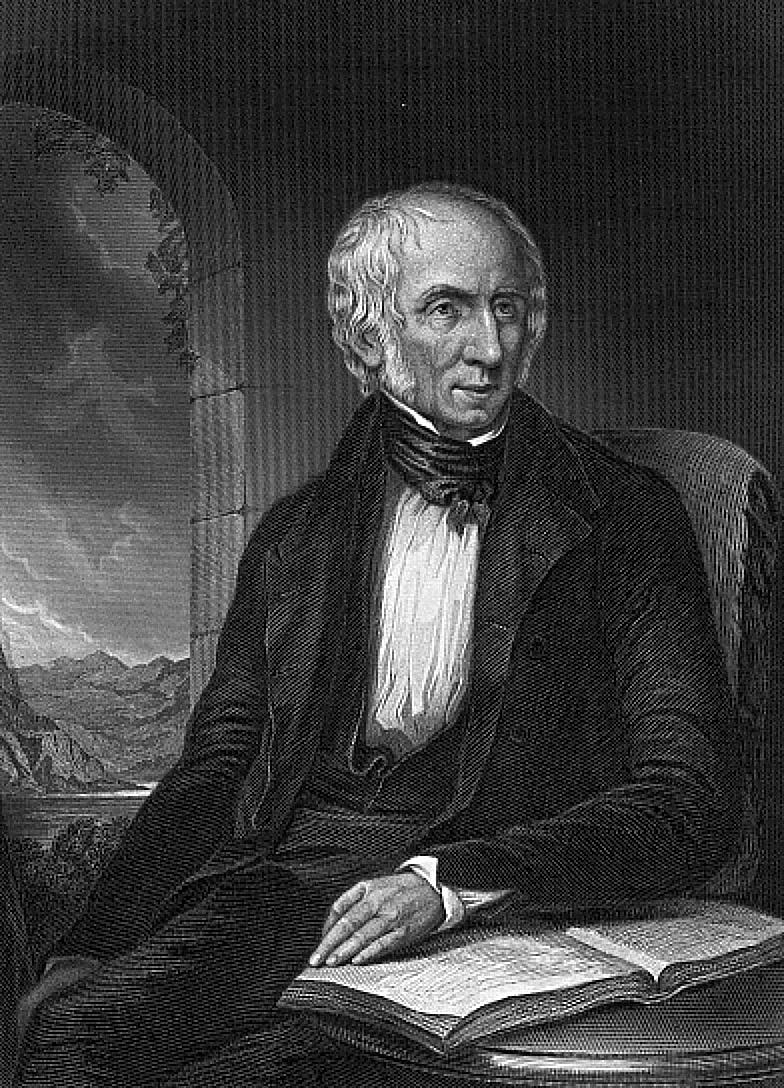
William Wordsworth (1770–1850)

- Wordsworth, William (1908–1988), englischer Komponist
- Wördy, Hanna (1927–1985), österreichische Schauspielerin

### Wore
- Worede, Melaku (1936–2023), äthiopischer Genetiker und Biologe
- Worel, Roland, deutscher Kameramann
- Worell, Herta (1912–1996), deutsche Schauspielerin
- Worenz, Andreas (* 1982), österreichischer Basketballspieler
- Woretemoeteryenner († 1847), Vorfahrin tasmanischer Aborigines

### Worg
- Worgan, Albert (1872–1920), englischer Fußballspieler und -funktionär
- Worganow, Eduard Alexejewitsch (* 1982), russischer Radrennfahrer
- Wörger, Franz (1643–1708), lutherischer Geistlicher und theologischer Schriftsteller
- Wörgetter, Sascha (* 1993), österreichischer Fußballspieler
- Worgitzki, Max (1884–1937), deutscher Politiker, Schriftsteller und Gründer des Allensteiner Theaters
- Worgitzky, Charlotte (1934–2018), deutsche Schriftstellerin und Schauspielerin
- Worgitzky, Hans-Heinrich (1907–1969), deutscher Offizier und Vizepräsident des BND
- Wörgötter, Jürgen (* 1967), österreichischer Militär
- Wörgötter, Marco (* 2002), österreichischer Skispringer
- Worgull, Elmar (* 1949), deutscher bildender Künstler

### Wori
- Woringen, Angelika von (1813–1895), deutsche Malerin
- Woringen, Franz von (1804–1870), deutscher Jurist, Hochschullehrer und Dichter
- Woringen, Otto von (1760–1838), deutscher Jurist und Sänger
- Woringen, Paul von (1859–1928), Filmregisseur, -produzent und Drehbuchautor des frühen deutschen Films
- Woringer, Bernard (1931–2014), französischer Schauspieler
- Worisch, Alexandra (* 1965), österreichische Synchronschwimmerin
- Wörishöffer, Sophie (1838–1890), deutsche Jugendbuchautorin
- Wörister, Karl (1946–2016), österreichischer Soziologe

### Work
- Work, Hubert (1860–1942), US-amerikanischer Politiker
- Work, J. Patrick, US-amerikanischer Offizier, Generalmajor der US-Army
- Work, John Wesley III (1901–1967), US-amerikanischer Komponist, Pädagoge, Chorleiter und Musikwissenschaftler
- Workel, Ester (* 1975), niederländische Ruderin
- Worker, Mocean, US-amerikanischer Nu-Jazz-Bassist, Sänger und Produzent
- Workman, Charles (1908–1979), US-amerikanischer KriminellerCharles Workman (1908–1979)

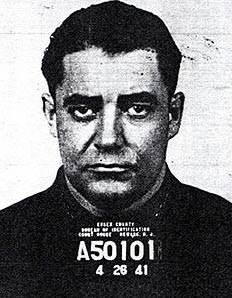
Charles Workman (1908–1979)

- Workman, Charles (* 1965), US-amerikanischer Opernsänger der Stimmlage Tenor
- Workman, Chuck, US-amerikanischer Dokumentarfilmer
- Workman, Fanny Bullock (1859–1925), US-amerikanische Bergsteigerin, Autorin, Frauenrechtlerin
- Workman, Hawksley (* 1975), kanadischer Singer-Songwriter
- Workman, Haywoode (* 1966), US-amerikanischer Basketballspieler
- Workman, James (1908–1983), US-amerikanischer Ruderer
- Workman, Jimmy (* 1980), US-amerikanischer SchauspielerJimmy Workman (* 1980)

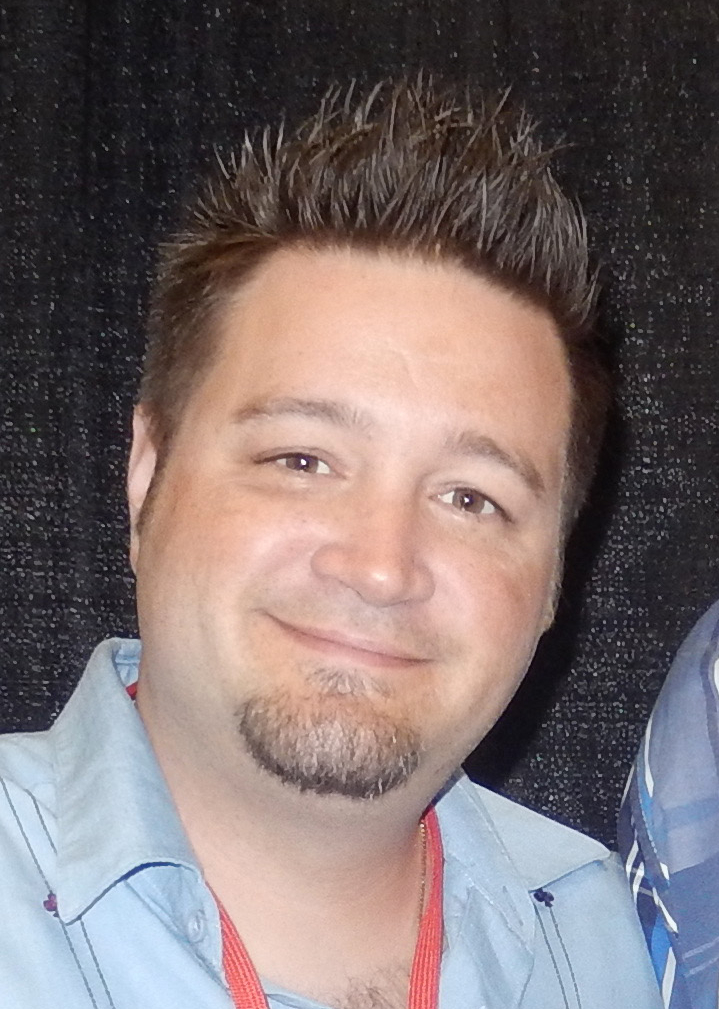
Jimmy Workman (* 1980)

- Workman, Leslie J. (1927–2001), britischer Privatgelehrter und Gründer des akademischen Mediävalismus
- Workman, Lyle (* 1957), US-amerikanischer Musiker und Filmkomponist
- Workman, Nioka (* 1963), US-amerikanische Cellistin, Arrangeurin und Komponistin
- Workman, Reggie (* 1937), amerikanischer Jazzbassist und Hochschullehrer
- Workman, Will (* 1979), amerikanisch-britischer Theaterschauspieler
- Workman, William (1807–1878), irisch-kanadischer Politiker, Unternehmer und Bankier
- Workman, William H. (1839–1918), US-amerikanischer Politiker
- Workman, William Hunter (1847–1937), US-amerikanischer Bergsteiger und Sachbuchautor
- Works, John D. (1847–1928), US-amerikanischer Jurist und Politiker (Republikanische Partei)
- Worku, Ayelech (* 1979), äthiopische Langstreckenläuferin
- Worku, Bazu (* 1990), äthiopischer Langstreckenläufer
- Worku, Fantu (* 1999), äthiopische Mittel- und Langstreckenläuferin
- Worku, Tadese (* 2002), äthiopischer Langstreckenläufer
- Worku, Tsege (* 1982), äthiopische Langstreckenläuferin
- Workul, Sinaida Wenediktowna (1909–1994), sowjetische bzw. russische Schauspielerin und Synchronsprecherin

### Worl
- Wörl, Ludwig (1906–1967), deutscher Antifaschist und Funktionshäftling in Konzentrationslagern
- Wörl, Marius (* 2004), deutscher Fußballspieler
- Wörle, August (1860–1920), deutscher Lehrer und Politiker (Zentrum), MdR
- Wörle, Eugen (1909–1996), österreichischer Architekt
- Wörle, Franz (1952–2020), deutscher Bildhauer
- Wörle, Günther (* 1949), deutscher Fußballtrainer
- Wörle, Ignaz Franz (1710–1778), altösterreichischer Orgelbauer
- Wörle, Michael (* 1967), deutscher Kommunalpolitiker (Freie Wähler)
- Wörle, Raimund (1896–1979), österreichischer Maler
- Wörle, Tanja (* 1980), deutsche Fußballspielerin
- Wörle, Thomas (* 1982), deutscher Fußballspieler und -trainerThomas Wörle (* 1982)

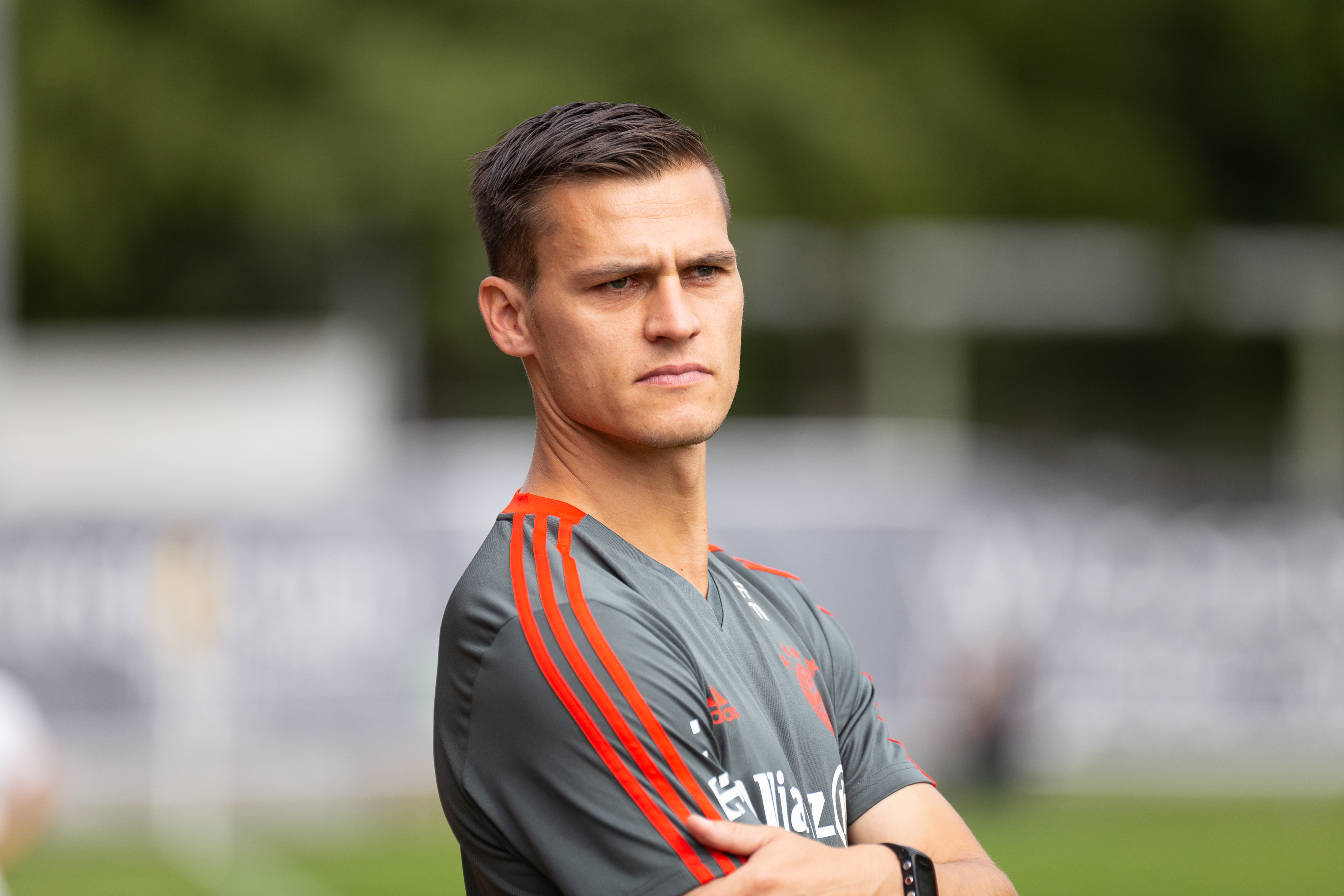
Thomas Wörle (* 1982)

- Wörle, Tobias (* 1984), deutscher Eishockeyspieler
- Wörle, Willi († 1944), deutscher Opernsänger (Tenor)
- Wörle-Scheller, Kathrin (* 1984), deutsche Tennisspielerin
- Wörlen, Georg Philipp (1886–1954), deutscher Maler und Graphiker
- Wörlen, Hanns Egon (1915–2014), deutscher Architekt und Kunstmäzen
- Wörlen, Rainer (1946–2009), deutscher Rechtswissenschaftler, Professor und Verfasser von Lehrbüchern im Privatrecht
- Worley, Darryl (* 1964), US-amerikanischer Countrysänger
- Worley, Eugene (1908–1974), US-amerikanischer Jurist und Politiker
- Worley, Tessa (* 1989), französische Skirennläuferin
- Worlidge, John (1640–1700), englischer Agrarwissenschaftler
- Wörlin, Johann, deutscher Buchdrücker
- Worlitz, Jürgen (* 1949), deutscher Autor und freiberuflicher Journalist
- Worlitzsch, Valentino (* 1989), deutscher Cellist, Pianist und Dirigent
- Worlitzsch, Volker (1944–2023), deutscher Violinist und Konzertmeister
- Worlock, Derek (1920–1996), englischer Geistlicher, Bischof der römisch-katholischen Kirche
- Worlock, Frederick (1886–1973), britischer Theater- und Filmschauspieler

### Worm
- Worm, Alfred (1945–2007), österreichischer Journalist, Buchautor, Hochschullehrer und Politiker (ÖVP), Landtagsabgeordneter
- Worm, Amdi (1722–1791), dänischer Orgelbauer und Organist
- Worm, Andrea (* 1972), deutsche Kunsthistorikerin und Hochschullehrerin
- Worm, Dieter-Gerhardt (* 1930), deutscher Dirigent
- Worm, Erich (1887–1953), deutscher Kunstturner
- Worm, Fritz (1863–1931), deutscher Lehrer und Heimatdichter
- Worm, Fritz (1887–1940), deutscher Buchhändler und Rundfunkpionier
- Worm, Hardy (1896–1973), Journalist und Satiriker
- Worm, Heinz-Lothar (* 1947), deutscher Autor christlicher und pädagogischer Literatur
- Worm, Henry (* 1963), deutscher Politiker (CDU), MdL
- Worm, Manfred (1940–2013), deutscher Jurist
- Worm, Margitta (* 1964), deutsche Dermatologin und Allergologin
- Worm, Nicolai (* 1951), deutscher Ökotrophologe und Ernährungswissenschaftler
- Worm, Paul (1893–1946), deutscher Polizeioffizier, zuletzt SS-Brigadeführer und Generalmajor der Polizei
- Worm, Pauline (1825–1883), dänische Schriftstellerin, Lehrerin und Frauenrechtlerin
- Worm, Peter (* 1957), deutscher Verwaltungsjurist
- Worm, Ronald (* 1953), deutscher Fußballspieler und -trainerRonald Worm (* 1953)

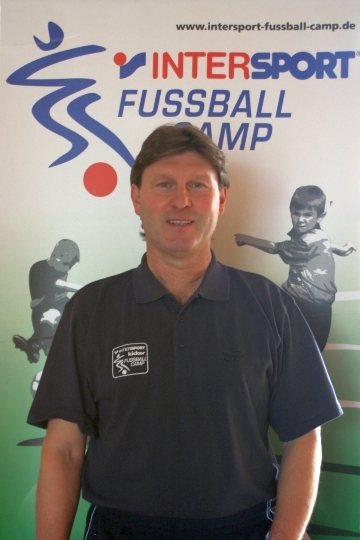
Ronald Worm (* 1953)

- Worm, Rutger (* 1986), niederländischer Fußballspieler
- Worm, Siri (* 1992), niederländische Fußballspielerin
- Wormald, Kenny (* 1984), US-amerikanischer TänzerKenny Wormald (* 1984)

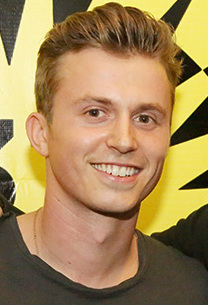
Kenny Wormald (* 1984)

- Wormald, Nick, australischer Mathematiker
- Worman, Ludwig (1761–1822), US-amerikanischer Politiker
- Wormann, Curt (1900–1991), deutsch-israelischer Hauptbibliothekar und Direktor der Jüdischen National- und Universitätsbibliothek
- Wörmann, Eduard (1930–2020), deutscher evangelischer Sozialpfarrer
- Wörmann, Elsa (* 1999), schwedische Schauspielerin
- Wörmann, Wilhelm (1919–2017), deutscher Offizier
- Wormbs, Anton († 1697), Generalvikar in Köln
- Wormbs, Brigitte (* 1937), deutsche Gartenarchitektin und Autorin
- Wormer, Eberhard J. (* 1951), deutscher Publizist und Sachbuchautor
- Wörmer, Gerd (1944–2025), deutscher Fußballspieler
- Wormer, Holger (* 1969), deutscher Journalist
- Wormer, Vanessa (* 1987), deutsche Journalistin
- Wörmer-Zimmermann, Monika (* 1944), deutsche Politikerin (SPD)
- Wormgoor, Vito (* 1988), niederländischer Fußballspieler
- Wormington, Hannah Marie (1914–1994), US-amerikanische Anthropologin und Archäologin
- Wormit, Eugen (1871–1927), deutscher Gutsbesitzer und Politiker (DNVP), MdR
- Wormit, Hans-Georg (1912–1992), deutscher Jurist, Präsident der Stiftung Preußischer Kulturbesitz
- Wormius, Olaus (1588–1654), dänischer Prähistoriker und Reichs-Antiquar von Dänemark; gilt als einer der Begründer der skandinavischen Archäologie
- Wormland, Theo (1907–1983), deutscher Textilkaufmann, Kunstsammler und Mäzen
- Wormley, Edward (1907–1995), US-amerikanischer Möbeldesigner
- Worms de Romilly, Olry (1759–1849), französischer Bankier
- Worms, Aaron (1754–1836), französischer Oberrabbiner und Talmudist
- Worms, Ascher (1695–1759), deutscher Mathematiker, Gemeindearzt und Gelehrter
- Worms, Bernhard (1930–2024), deutscher Politiker (CDU), MdL, MdBBernhard Worms (1930–2024)

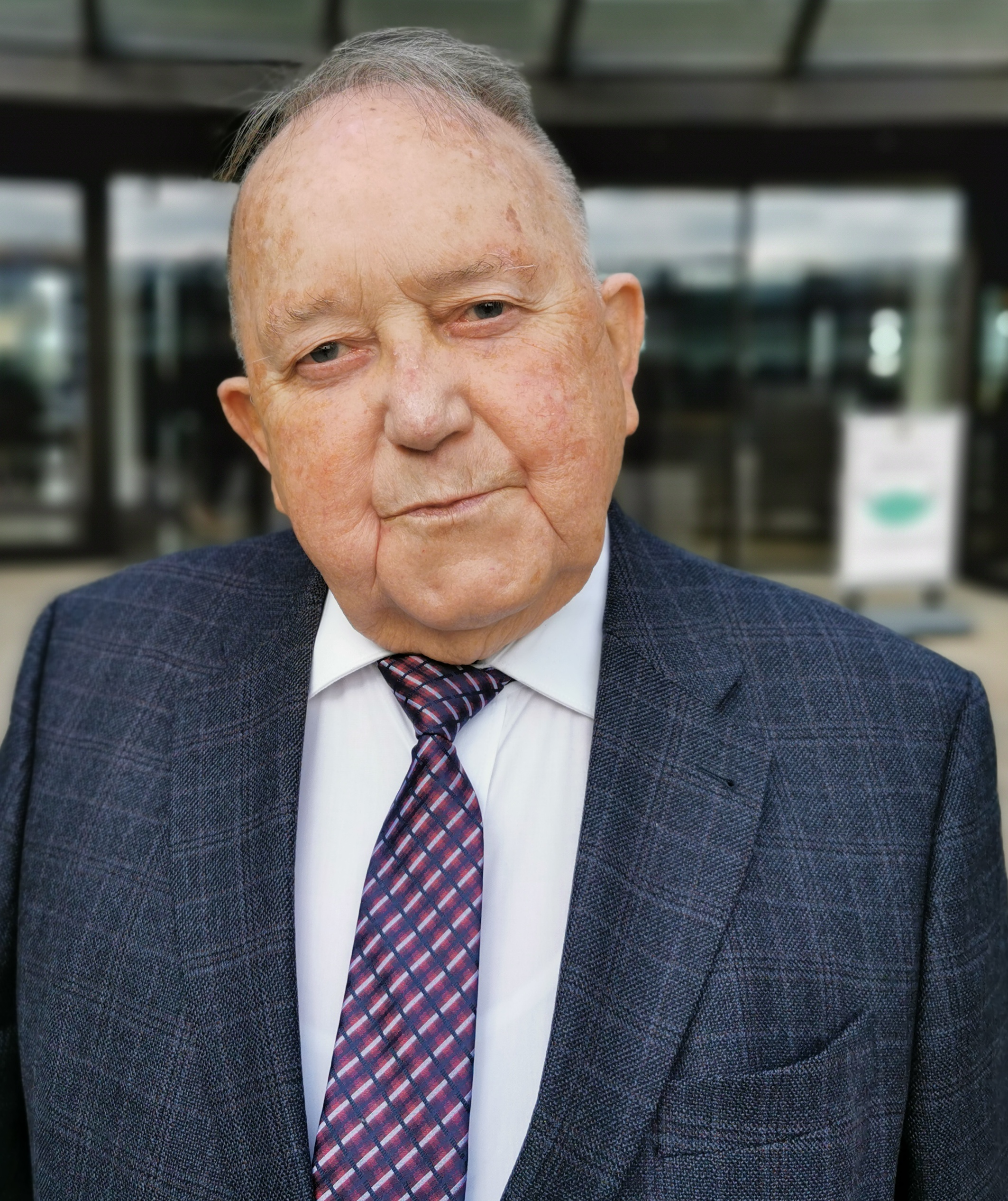
Bernhard Worms (1930–2024)

- Worms, Carl († 1912), preußischer Regierungsbaumeister und Stadtbauinspektor
- Worms, Émile (1838–1918), französischer Nationalökonom
- Worms, Ferdinand (1847–1911), deutscher Theaterschauspieler, Theaterregisseur und Sänger (Bass)
- Worms, Hippolyte (1889–1962), französischer Bankier
- Worms, Josef (1895–1985), deutscher Politiker (CDU), MdB
- Worms, Jules (1832–1924), französischer Maler, Radierer und Zeichner
- Worms, Kirsten (* 1962), deutsche Juristin
- Worms, Martin (* 1954), deutscher Verwaltungsjurist und Staatssekretär
- Worms, René (1869–1926), französischer Soziologe und Philosoph
- Worms, Viktor (* 1959), deutscher Journalist und Fernsehmoderator
- Wormsbächer, Hellmut (1925–2020), deutscher Chorleiter, Komponist und Dirigent
- Wormsbecher, Hugo (1938–2024), russlanddeutscher Schriftsteller und Sprecher der Russlanddeutschen in Russland
- Wormsbecher, Natalie (* 1986), deutsche Comiczeichnerin
- Wörmsdorf, Joachim (* 1939), deutscher Schauspieler
- Wormser, André (1851–1926), französischer Bankier und Komponist der Romantik
- Wormser, Camille (* 1996), US-amerikanische Schauspielerin
- Wormser, Moritz (1867–1940), deutscher praktischer Arzt und Verfasser von Historien-Dramen
- Wormser, Paul (1905–1944), französischer Degenfechter
- Wormser, Seckel Löb (1768–1847), deutscher Rabbiner und GelehrterSeckel Löb Wormser (1768–1847)

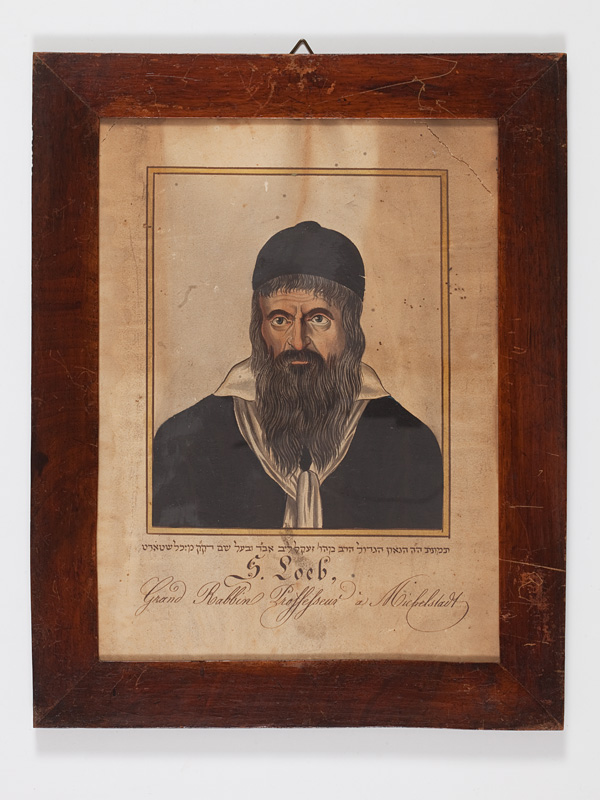
Seckel Löb Wormser (1768–1847)

- Wormser-Migot, Olga (1912–2002), französische Historikerin
- Wormskjold, Morten (1783–1845), dänischer Reisender
- Wormstall, Joseph (1829–1907), deutscher Altphilologe, Dichter und Schriftsteller
- Wormuth, Christine (* 1969), US-amerikanische politische BeamtinChristine Wormuth (* 1969)

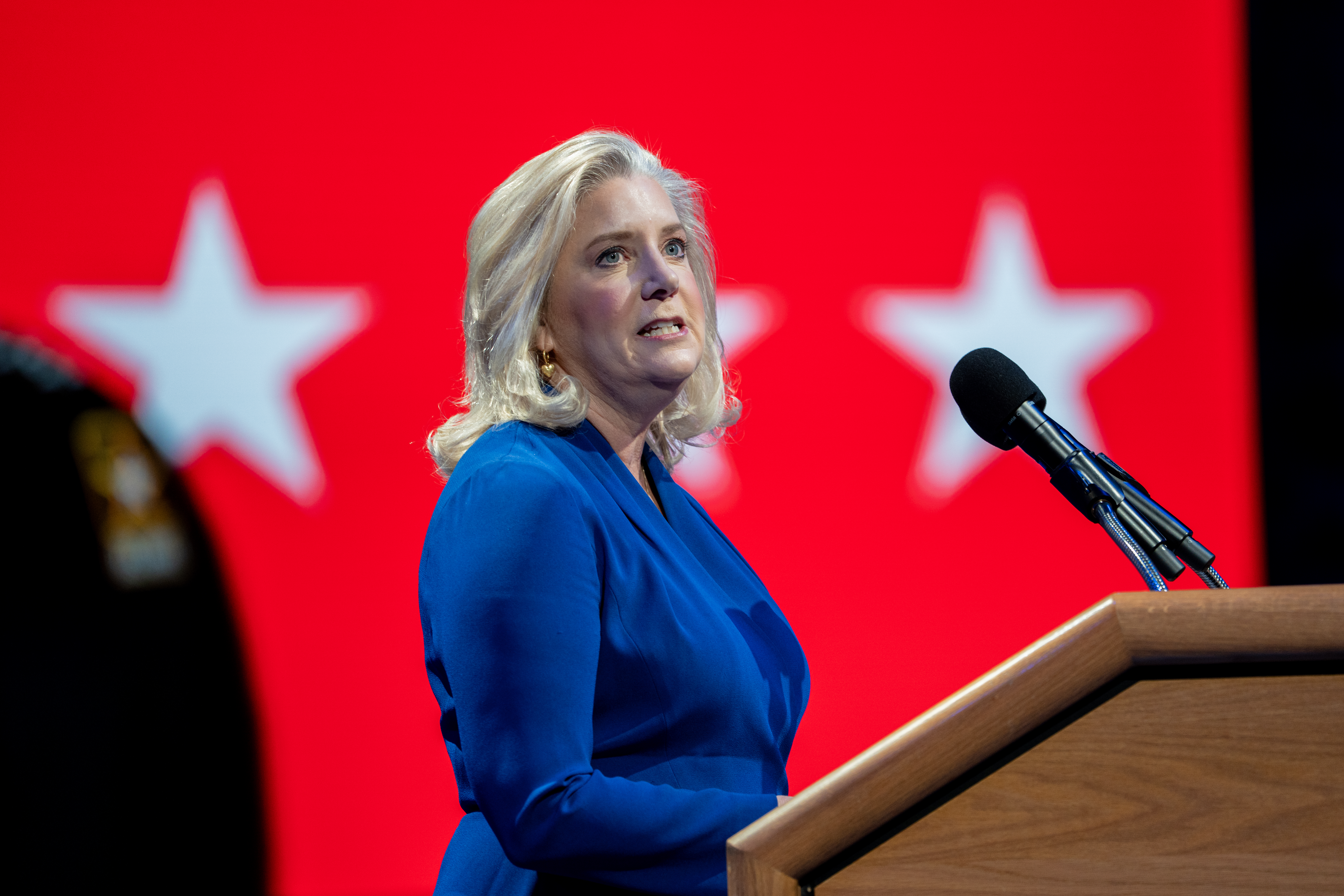
Christine Wormuth (* 1969)

- Wormuth, Frank (* 1960), deutscher Fußballspieler und -trainer
- Wormwald, Leslie (1890–1965), britischer Ruderer
- Wormworth, Jimmy (* 1937), US-amerikanischer Jazz-Schlagzeuger

### Worn
- Wörn, Gerhard (* 1957), deutscher Fußballspieler
- Wornar, Jan (1934–1999), sorbischer Schriftsteller
- Wornat, Olga (* 1959), argentinische Journalistin
- Wörndl, Ben-Travis (* 2002), österreichischer Fußballspieler
- Wörndl, Frank (* 1959), deutscher Skirennläufer
- Wörndl, Heidelore (* 1944), österreichische Politikerin (SPÖ), Abgeordnete zum Nationalrat
- Wörndl, Kathi (* 1983), österreichische Moderatorin und Journalistin
- Wörndl, Paulus (1894–1944), österreichischer, katholischer Ordenspriester und Gegner des Nationalsozialismus
- Wörndl, Tom (* 1989), deutscher Gitarrist und Bühnenmusiker
- Wörndle, August von (1829–1902), österreichischer Historienmaler
- Wörndle, Edmund von (1827–1906), österreichischer Landschaftsmaler
- Wörndle, Heinrich von (1861–1919), österreichischer Verlagsbuchhändler und Autor
- Wörndle, Ingeborg (1916–2011), deutsche Rundfunksprecherin und Stadionsprecherin bei Olympischen Spielen
- Wörndle, Matthias (1909–1942), deutscher Skilangläufer und -bergsteiger
- Wörndle, Roman (1913–1942), deutscher Skirennläufer
- Wörndle, Wilhelm von (1863–1927), österreichischer Maler
- Wörner, Anna (* 1989), deutsche Skicrosserin
- Wörner, Dominik (* 1970), deutscher Sänger (Bassbariton) und Kirchenmusiker
- Wörner, Elfie (1941–2006), deutsche Journalistin und Stifterin
- Wörner, Emil (1841–1917), deutscher Gymnasiallehrer und Klassischer Philologe
- Wörner, Eugen (1882–1959), deutscher Architekt und Baubeamter, Oberbürgermeister von Plauen
- Wörner, Florian (* 1970), deutscher Geistlicher, Weihbischof in AugsburgFlorian Wörner (* 1970)

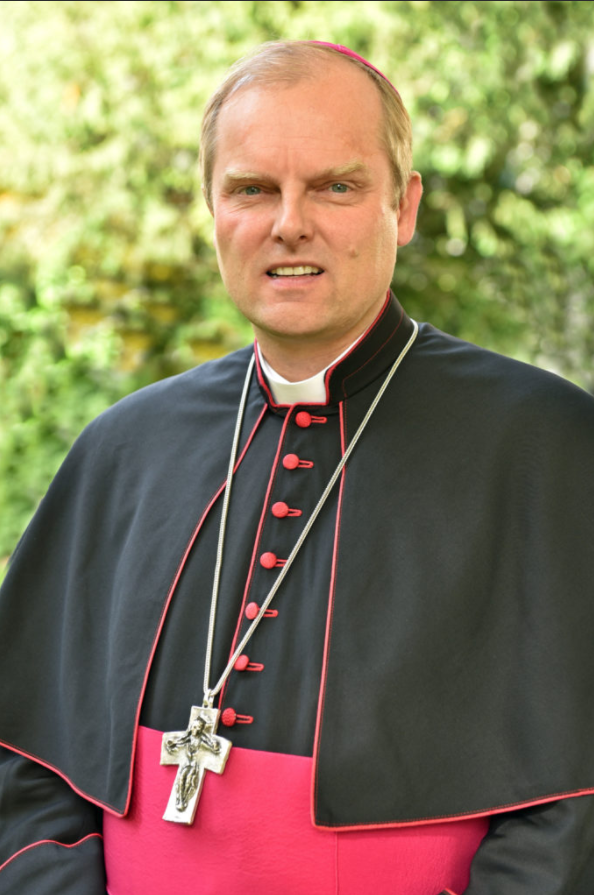
Florian Wörner (* 1970)

- Wörner, Friedrich (1897–1990), deutscher Politiker (KPD), Mitglied des Provinziallandtages der Provinz Hessen-Nassau
- Wörner, Gerhard (1878–1943), deutscher Betriebswirt
- Wörner, Gerhard (* 1952), deutscher Geochemiker
- Wörner, Götz (* 1959), deutscher Musikverleger
- Wörner, Hans (1904–1963), deutscher Schriftsteller und Journalist
- Wörner, Hans Jakob (1941–2002), deutscher Kunsthistoriker und Denkmalpfleger
- Wörner, Hans Jakob (* 1981), deutsch-schweizerischer Physikochemiker
- Wörner, Heini, deutscher Fußballspieler
- Wörner, Heinrich O. (1931–2008), deutscher Architekt
- Worner, Heinz (1910–2008), deutscher Bildhauer
- Wörner, Hilde (1894–1963), deutsche Theater- und Filmschauspielerin sowie Filmproduzentin
- Wörner, Horst (1934–2014), deutscher Zahnmediziner und Professor
- Wörner, Jan (* 1994), deutscher Handballspieler
- Wörner, Johann-Dietrich (* 1954), deutscher Ingenieur, Generaldirektor der ESA
- Wörner, Karl Heinrich (1910–1969), deutscher Musikwissenschaftler
- Wörner, Liane (* 1975), deutsche Juristin
- Wörner, Ludwig (* 1948), deutscher Politiker (SPD), Mitglied des Bayerischen Landtags
- Wörner, Manfred (1934–1994), deutscher Politiker (CDU), MdBManfred Wörner (1934–1994)

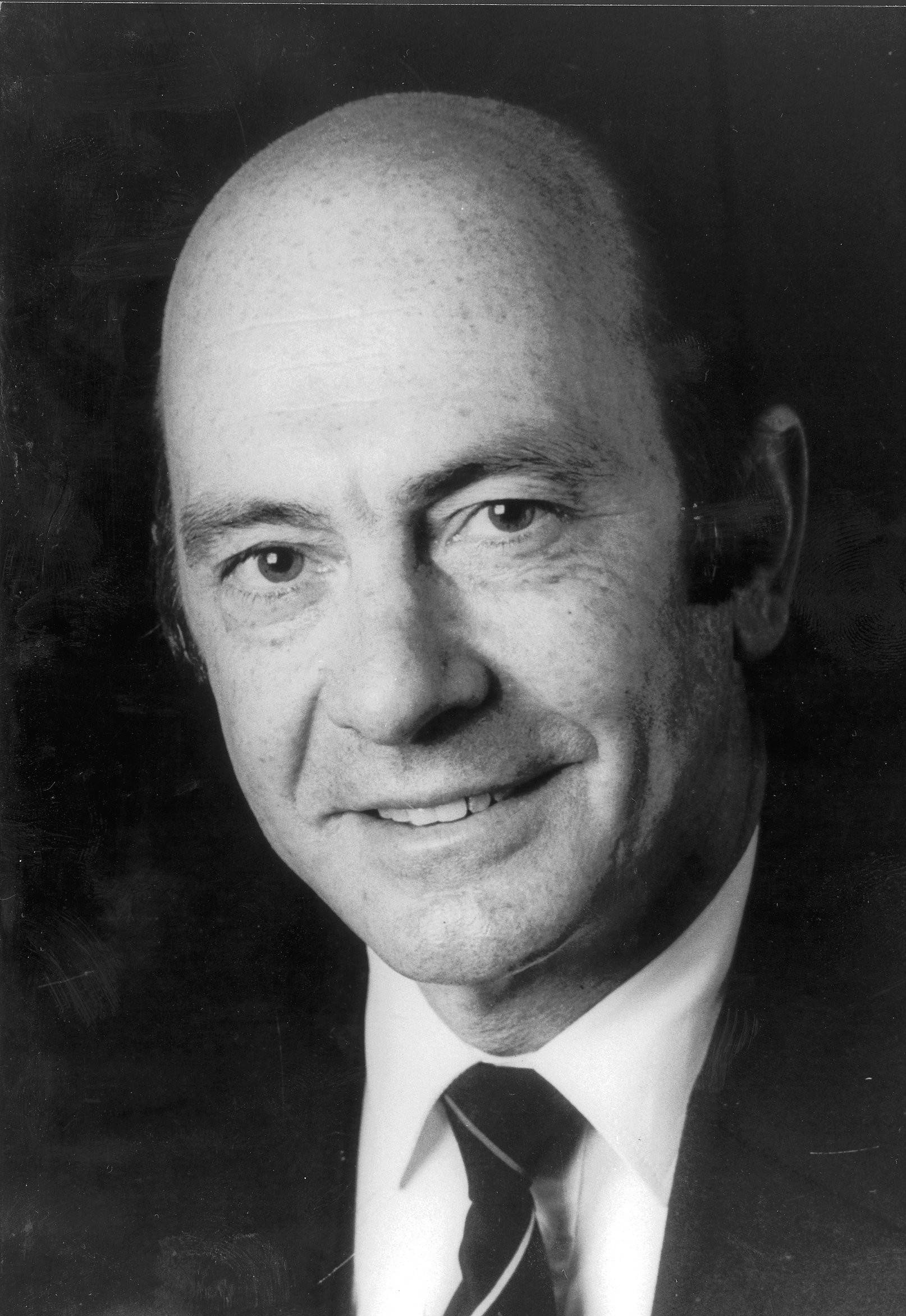
Manfred Wörner (1934–1994)

- Wörner, Marco (* 2004), deutscher Fußballspieler
- Wörner, Markus (* 1965), deutscher Fußballspieler
- Wörner, Michelle (* 1994), deutsche Fußballspielerin
- Wörner, Natalia (* 1967), deutsche SchauspielerinNatalia Wörner (* 1967)

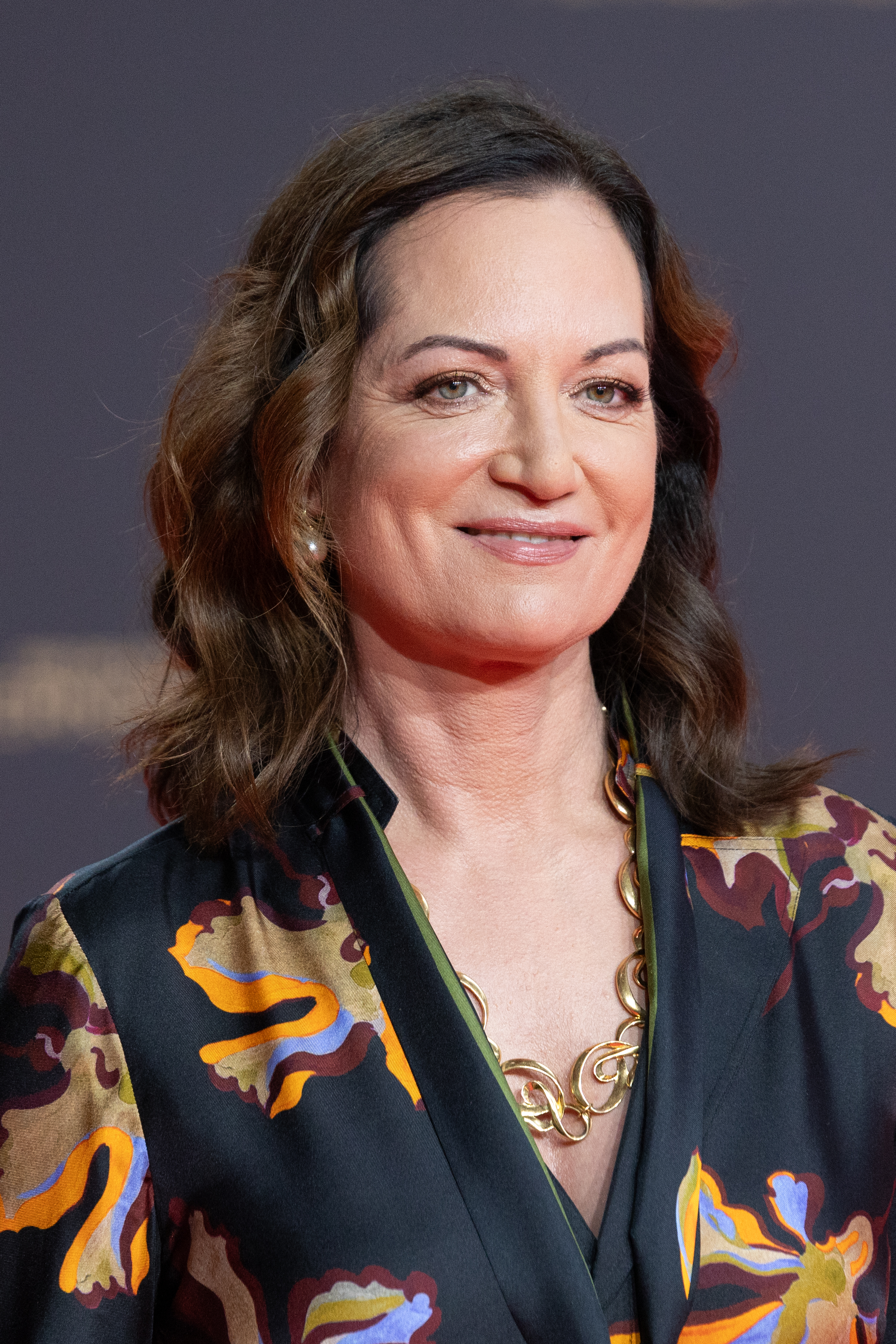
Natalia Wörner (* 1967)

- Wörner, Rose-Marie (1927–2015), deutsche Garten- und Landschaftsarchitektin mit dem Schwerpunkt Gartendenkmalpflege
- Wörner, Ulrike (* 1945), deutsche Politikerin (Bündnis 90/Die Grünen), MdL Bayern
- Worni, Emil (1926–2021), Schweizer Feldhandballspieler
- Wörns, Christian (* 1972), deutscher Fußballspieler und -trainer
- Wornum, Robert (1780–1852), englischer Klavierbauer

### Woro
- Worobej, Andrij (* 1978), ukrainischer Fußballspieler
- Worobetz, Stephen (1914–2006), kanadischer Arzt, Vizegouverneur von Saskatchewan
- Worobjow, Alexander Akimowitsch (1909–1981), russisch-sowjetischer Physiker
- Worobjow, Alexander Nikolajewitsch (* 1969), russischer Skilangläufer
- Worobjow, Alexei Wladimirowitsch (* 1988), russischer Sänger und Schauspieler
- Worobjow, Andrei Jurjewitsch (* 1970), russischer Politiker und Gouverneur der Moskauer Oblast
- Worobjow, Anton Gennadjewitsch (* 1990), russischer Straßenradrennfahrer
- Worobjow, Arkadi Nikititsch (1924–2012), sowjetischer Gewichtheber
- Worobjow, Boris Timofejewitsch (1932–2018), russisch-sowjetischer Schriftsteller
- Worobjow, Dmitri Dmitrijewitsch (* 1997), russischer Fußballspieler
- Worobjow, Dmitri Sergejewitsch (* 1985), russischer Eishockeyspieler
- Worobjow, Ilja Lwowitsch (* 1999), russischer Fußballspieler
- Worobjow, Ilja Petrowitsch (* 1975), deutsch-russischer Eishockeyspieler, -trainer, -funktionär
- Worobjow, Konstantin (* 1930), sowjetischer Marathonläufer
- Worobjow, Konstantin Dmitrijewitsch (1919–1975), sowjetischer Schriftsteller
- Worobjow, Maxim Nikiforowitsch (1787–1855), russischer Maler
- Worobjow, Oleksandr (* 1984), ukrainischer Turner
- Worobjow, Pawel Sergejewitsch (* 1982), russischer Eishockeyspieler
- Worobjow, Pjotr Iljitsch (* 1949), russischer Eishockeyspieler und -trainer
- Worobjow, Wladimir Anatoljewitsch (* 1972), russischer Eishockeyspieler
- Worobjowa, Alexandra Andrejewna (* 1989), russische Sängerin
- Worobjowa, Irina Nikolajewna (1958–2022), russische Eiskunstläuferin und Eiskunstlauftrainerin
- Worobjowa, Julija Walerjewna (* 1974), russisch-aserbaidschanische Eiskunstläuferin
- Worobjowa, Ljudmila Georgijewna (* 1964), russische Diplomatin
- Worobjowa, Natalja Witaljewna (* 1991), russische Ringerin
- Worobjowa, Olga Anissimowna (1903–1974), sowjetische Petrographin
- Worobjowa, Olga Walerjewna (* 1990), russische Tischtennisspielerin
- Worobjowa, Wiktorija Andrejewna (* 1994), russische Badmintonspielerin belarussischer Herkunft
- Worobjowa-Stebelskaja, Marija Bronislawowna (1892–1984), kubistische Malerin russischer Herkunft
- Worobkewytsch, Isydor (1836–1903), ukrainischer Schriftsteller, Komponist, Pädagoge und Ethnograph
- Woroc, deutscher Rapper und Hip-Hop-Produzent
- Worochobko, Tatjana Leonidowna (* 1950), russische Sprinterin
- Worochta, Alla Iwanowna (1946–2025), ukrainische Künstlerin und Pädagogin
- Worōd, Herrscher von Hatra
- Worogowski, Jan (* 1996), kasachischer Fußballspieler
- Worona, Jekaterina Alexandrowna (* 1975), russische Malerin und Bildhauerin
- Worona, Jelena Konstantinowna (* 1976), russische Freestyle-Skierin
- Worona, Oleksij (* 1997), ukrainischer Eishockeyspieler
- Woronajew, Iwan Jefimowitsch (1885–1937), Schlüsselfigur in der Verbreitung der Pfingstbewegung in der Sowjetunion
- Woronel, Alexander Wladimirowitsch (1931–2024), russisch-israelischer Physiker und Hochschullehrer
- Woronel, Nina Abramowna (* 1932), russisch-ukrainisch-israelische Physikerin und Schriftstellerin
- Woronenkow, Denis Nikolajewitsch (1971–2017), russischer Politiker (KPdRF) und Abgeordneter der Duma
- Woronez, Nadeschda Stepanowna (1881–1979), russische bzw. sowjetische Geologin und Paläontologin
- Woronichin, Andrei Nikiforowitsch (1759–1814), russischer Architekt
- Woronicz, Jan Paweł († 1829), polnischer Geistlicher, Bischof, Dichter und Politiker
- Woronin, Alexander Nikiforowitsch (1951–1992), sowjetisch-russischer Gewichtheber
- Woronin, Andrij (* 1979), ukrainischer FußballspielerAndrij Woronin (* 1979)

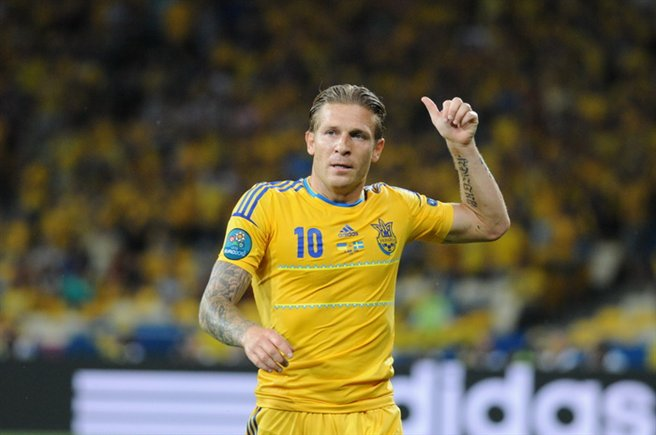
Andrij Woronin (* 1979)

- Woronin, Artjom Igorewitsch (* 1991), russischer Eishockeyspieler
- Woronin, Fjodor Iwanowitsch, russischer Walfänger
- Woronin, Gennadi Andrejewitsch (1934–2004), sowjetischer Eisschnellläufer
- Woronin, Lew Gennadijewitsch (* 1971), russischer Handballspieler und Handballtrainer
- Woronin, Luka Alexejewitsch (* 1765), russischer Zeichner, Ethnograph und Polarforscher
- Woronin, Marian (* 1956), polnischer Leichtathlet
- Woronin, Michail Jakowlewitsch (1945–2004), sowjetischer Kunstturner
- Woronin, Michail Konstantinowitsch (* 1981), russischer Bogenbiathlet
- Woronin, Michail Stepanowitsch (1838–1903), russischer Botaniker
- Woronin, Nikolai Nikolajewitsch (1904–1976), sowjetischer Historiker
- Woronin, Sergei Anatoljewitsch (* 1962), sowjetischer Radrennfahrer
- Woronin, Sergei Michailowitsch (1946–1997), russischer Zahlentheoretiker
- Woronin, Waleri Iwanowitsch (1939–1984), sowjetischer Fußballspieler
- Woronin, Wjatscheslaw Nikolajewitsch (* 1974), russischer Leichtathlet
- Woronin, Wladimir Iwanowitsch (1890–1952), russisch-sowjetischer Kapitän und Polarforscher
- Woronina, Inga Grigorjewna (1936–1966), sowjetische Eisschnellläuferin
- Woronina, Lola (* 1983), russische Politikerin und Ko-Vorsitzende der Pirate Parties International (PPI)
- Woronina, Marija Alexandrowna (* 2000), russische Beachvolleyballspielerin
- Woronina, Natalja Sergejewna (* 1994), russische Eisschnellläuferin
- Woronina, Olena (* 1990), ukrainische Säbelfechterin
- Woronina, Sinaida Borissowna (1947–2001), sowjetische Turnerin und Olympiasiegerin
- Woronina, Weronika Leonidowna (1910–2000), sowjetisch-russische Architektin und Historikerin
- Woronkow, Nikolai (* 1883), russischer Schwimmer
- Woronkow, Wladimir Petrowitsch (1944–2018), sowjetischer Skilangläufer
- Woronoi, Georgi Feodosjewitsch (1868–1908), russischer Mathematiker ukrainischer Herkunft
- Woronov, Mary, US-amerikanische SchauspielerinMary Woronov

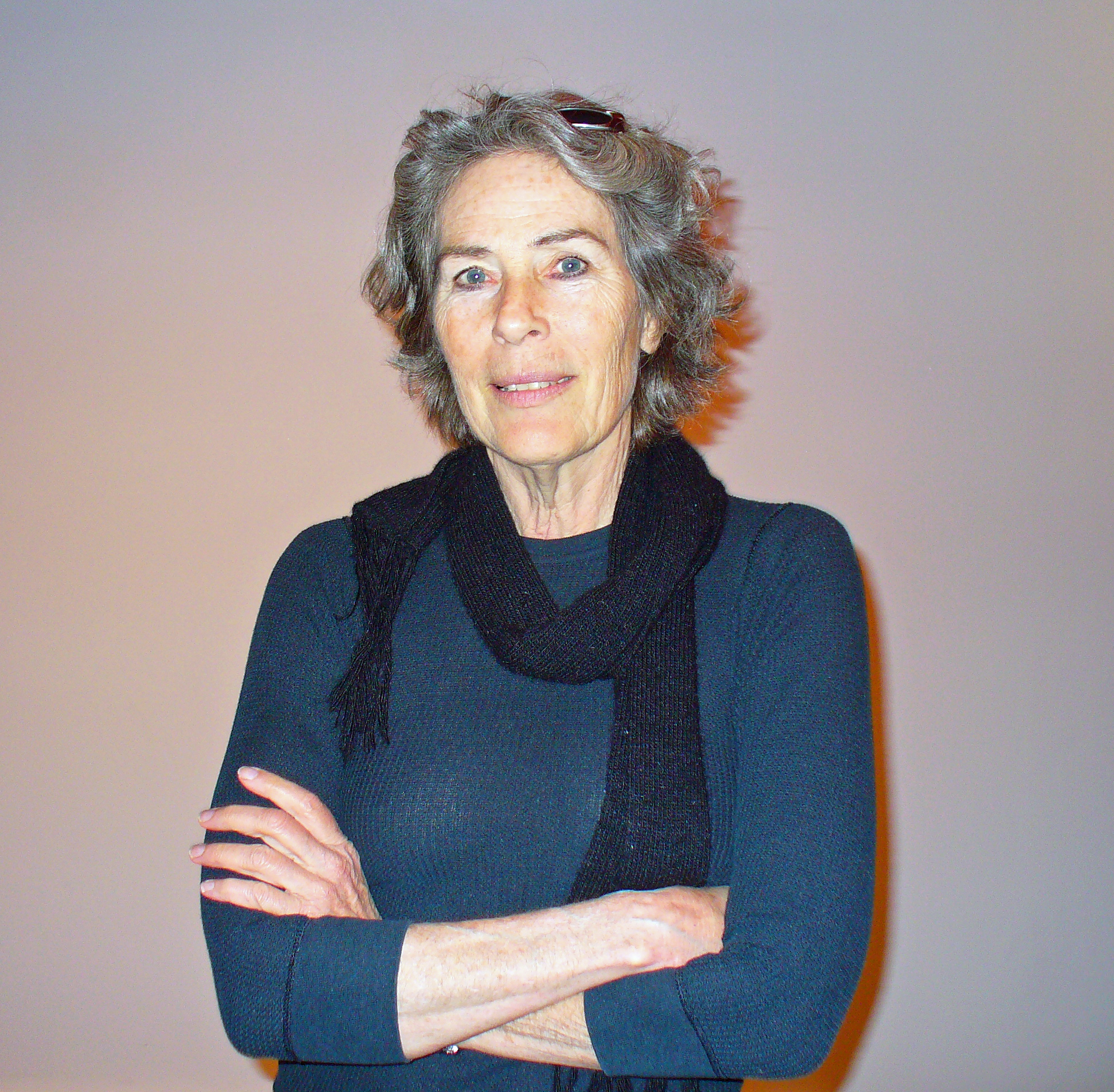
Mary Woronov

- Woronow, Gennadi Iwanowitsch (1910–1994), sowjetischer Politiker und langjähriges Mitglied im Politbüro der KPdSU
- Woronow, Iwan Dmitrijewitsch (1915–2004), sowjetischer bzw. russischer Schauspieler
- Woronow, Jewgeni Sergejewitsch (* 1986), russischer Basketballspieler
- Woronow, Juri Nikolajewitsch (1874–1931), russischer Botaniker
- Woronow, Nikolai Nikolajewitsch (1899–1968), sowjetischer Hauptmarschall der Artillerie
- Woronow, Sergei Jewgenjewitsch (* 1987), russischer Eiskunstläufer
- Woronowa, Natalja Wladislawowna (* 1965), russische Sprinterin
- Woronowa, Tatjana Gennadjewna (* 1975), russische Politikerin und Staatsfrau
- Woronowicz, Stanisław Lech (* 1941), polnischer Mathematiker und Physiker
- Woronowicz, Ulrich (1928–2011), deutscher evangelischer Theologe und Buchautor
- Woronowskyj, Julian (1936–2013), ukrainischer Bischof von Sambir-Drohobytsch
- Woronski, Alexander Konstantinowitsch (1884–1937), sowjetischer Literaturkritiker in der frühen Phase der Sowjetunion
- Worontschichin, Igor Nikolajewitsch (1938–2009), sowjetischer Skilangläufer
- Woronyj, Jurij (1895–1961), ukrainisch-sowjetischer Chirurg
- Woronyj, Marko (1904–1937), ukrainischer Dichter und Übersetzer
- Woronyj, Mykola (1871–1938), ukrainischer Schriftsteller, Übersetzer, Schauspieler und politischer Aktivist
- Woronzewitsch, Andrei Konstantinowitsch (* 1987), russischer Basketballspieler
- Woronzow, Alexander Romanowitsch (1741–1805), russischer Diplomat, Senator, Präsident der Handelskammer, Kanzler und Außenminister
- Woronzow, Alexei (* 1986), kasachischer Eishockeyspieler
- Woronzow, Artemi Iwanowitsch (1748–1813), russischer Adliger
- Woronzow, Illarion Gawrilowitsch (1674–1750), russischer Gouverneur mehrerer Provinzen, Senator und Geheimrat
- Woronzow, Iwan Illarionowitsch (1719–1786), Senator, Kammerjunker und Präsident des Wotschina-Kollegiums in Moskau
- Woronzow, Juli Michailowitsch (1929–2007), russischer Diplomat
- Woronzow, Michail Larionowitsch (1714–1767), russischer Diplomat, Vizekanzler und Großkanzler
- Woronzow, Michail Semjonowitsch (1782–1856), russischer Feldmarschall, Generalgouverneur, VizekönigMichail Semjonowitsch Woronzow (1782–1856)

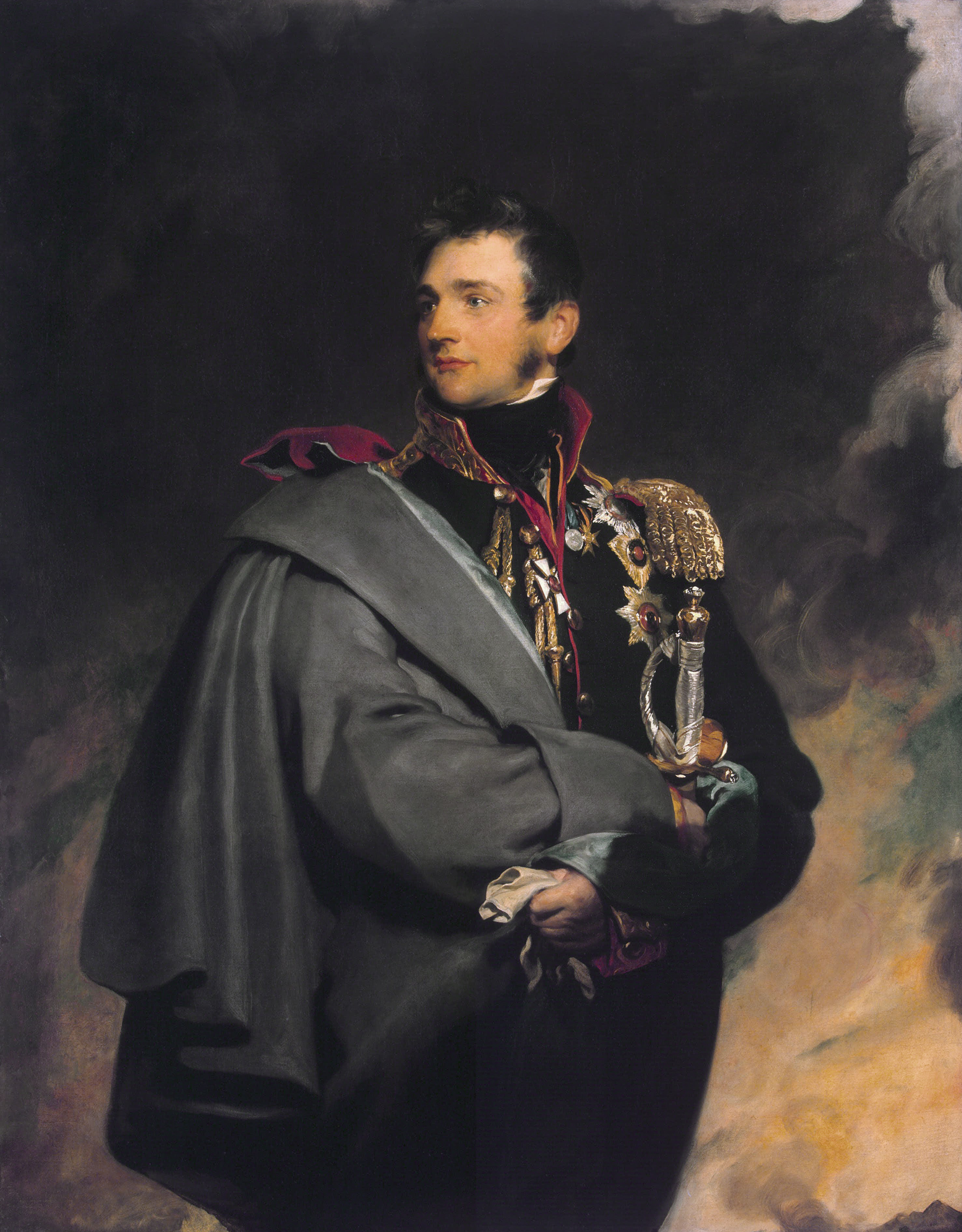
Michail Semjonowitsch Woronzow (1782–1856)

- Woronzow, Roman Illarionowitsch (1717–1783), russischer Kammerherr, General en Chef, und Generalgouverneur
- Woronzow, Semjon Romanowitsch (1744–1832), russischer Diplomat
- Woronzow-Daschkow, Illarion Iwanowitsch (1837–1916), russischer Politiker, Minister des kaiserlichen Hauses, Statthalter und Militärkommandeur des Kaukasus
- Woronzow-Daschkow, Iwan Illarionowitsch (1790–1854), russischer Adliger und Diplomat
- Woronzow-Weljaminow, Boris Alexandrowitsch (1904–1994), russischer Astronom
- Woronzowa, Anna Karlowna (1722–1775), russische Adlige und Obersthofmeisterin
- Woronzowa, Jekaterina Alexejewna (1761–1784), russische Hofdame, Pianistin und Komponistin
- Woronzowa, Jekaterina Semjonowna (1783–1856), russisch-britische Aristokratin und Hofdame
- Woronzowa, Jekaterina Wladimirowna (* 1983), russische Skilangläuferin
- Woronzowa, Jelisaweta Romanowna (1739–1792), russische Adlige, Hofdame und Mätresse des Zaren Peter III.
- Woronzowa, Jelisaweta Xawerjewna (1792–1880), russische Adlige, Hofdame und durch Heirat Vizekönigin des Kaukasus
- Woronzowa, Marija Wladimirowna (* 1985), russische pädiatrische Endokrinologin, älteste Tochter von Wladimir PutinMarija Wladimirowna Woronzowa (* 1985)

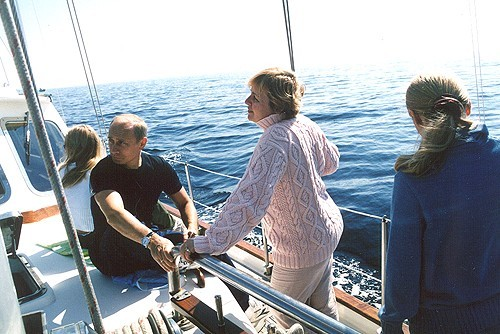
Marija Wladimirowna Woronzowa (* 1985)

- Woronzowa-Daschkowa, Jekaterina Romanowna (1743–1810), Vertraute der russischen Kaiserin Katharina der Großen und Leiterin der Russischen Akademie der Wissenschaften
- Woropajew, Alexei Nikolajewitsch (1973–2006), russischer Kunstturner
- Woroschbyt, Natalija (* 1975), ukrainische Dramaturgin und Drehbuchautorin
- Woroscheikin, Arseni Wassiljewitsch (1912–2001), sowjetisch-russischer Pilot
- Woroschilo, Artjom Anatoljewitsch (* 1988), russischer Eishockeyspieler
- Woroschilow, Kliment Jefremowitsch (1881–1969), Partei- und Staatsfunktionär sowie Marschall der SowjetunionKliment Jefremowitsch Woroschilow (1881–1969)

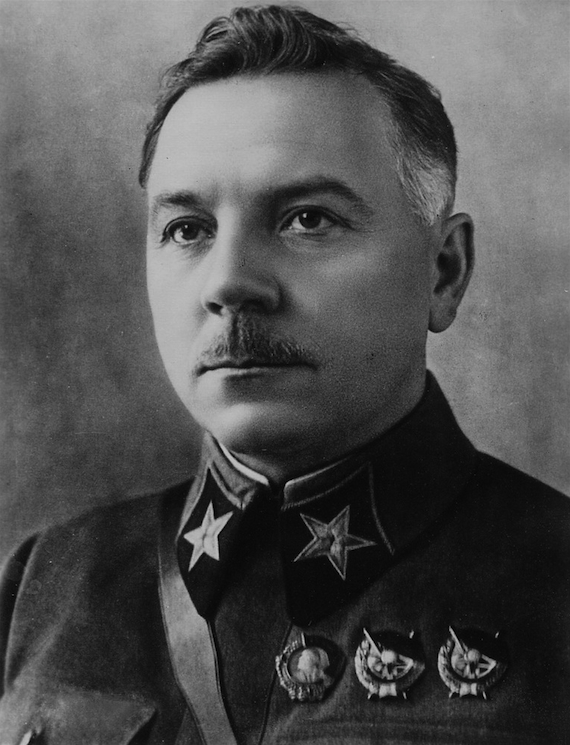
Kliment Jefremowitsch Woroschilow (1881–1969)

- Woroschilowa-Romanskaja, Sofja Wassiljewna (1886–1969), russisch-sowjetische Astronomin
- Woroschnin, Pawel Wladimirowitsch (* 1984), russischer Eishockeyspieler
- Woroschylow, Wadym (* 1994), ukrainischer Kampfpilot
- Worotnikow, Ilja (* 1986), kasachischer Fußballspieler
- Worotnikow, Witali Iwanowitsch (1926–2012), russischer Politiker, Mitglied des Zentralkomitees der Kommunistischen Partei der Sowjetunion (KPdSU)
- Worotynski, Michail Iwanowitsch († 1573), russischer Feldherr und Bojar in der Herrschaftszeit Iwans des Schrecklichen
- Worowski, Wazlaw Wazlawowitsch (1871–1923), sowjetischer Botschafter
- Worozanski, Adam (* 1984), deutscher Schauspieler

### Worp
- Worp, Klaas Anthony (* 1943), niederländischer Papyrologe
- Worpenberg, Franz (1903–1975), deutscher Politiker (CDU), MdL
- Worpitzky, Julius (1835–1895), deutscher Mathematiker
- Worpitzky, Willi (1886–1953), deutscher Fußballspieler

### Worr
- Worrack, Trixi (* 1981), deutsche Radrennfahrerin
- Worrall, David (* 1990), englischer Fußballspieler
- Worrall, Jack (1861–1937), australischer Cricket- und Australian-Football-Spieler
- Worrall, James (1914–2011), kanadischer Hürdenläufer und Sportfunktionär britischer Herkunft
- Worrall, Joe (* 1945), englischer Fußballschiedsrichter
- Worrall, Joe (* 1997), englischer Fußballspieler
- Worrall, John (* 1946), britischer Philosoph und Wissenschaftstheoretiker
- Worrapat Sukkapan (* 1998), thailändischer Fußballspieler
- Worrarit Mungkhun (* 2004), thailändischer Fußballspieler
- Worrawoot Srimaka (* 1971), thailändischer Fußballspieler
- Worre, Jesper (* 1959), dänischer Radrennfahrer und Sportlicher Leiter
- Worrell, Bernie (1944–2016), US-amerikanischer Musiker, Komponist und ProduzentBernie Worrell (1944–2016)

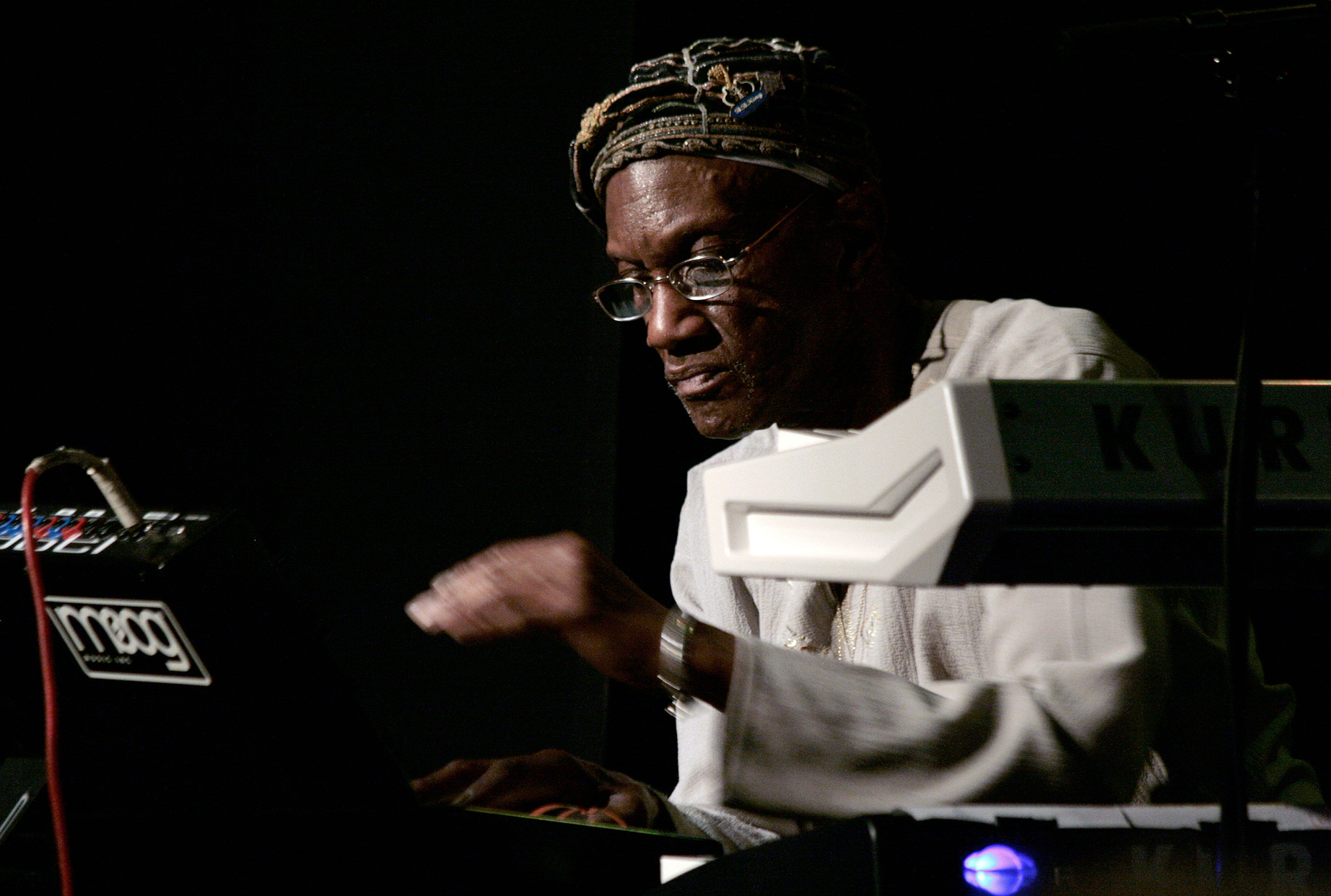
Bernie Worrell (1944–2016)

- Worrell, Frank (1924–1967), barbadischer Cricketspieler
- Worrell, Lewis (* 1934), US-amerikanischer Bassist des Free Jazz
- Worrell, Peter (* 1977), kanadischer Eishockeyspieler und -trainer
- Worreschk, Harald (* 1946), deutscher Bildhauer
- Worreschk, Henning (* 1962), deutscher Kirchenmusiker, Komponist und Diakon
- Worrilow, Paul (* 1990), US-amerikanischer American-Football-Spieler
- Worringer, Christoph (* 1976), deutscher Maler
- Worringer, Marta (1881–1965), deutsche Malerin und Grafikerin
- Worringer, Wilhelm (1881–1965), deutscher Kunsthistoriker
- Wörrle, Michael (* 1939), deutscher Althistoriker und Epigraphiker

### Wors
- Worsaae, Jens Jacob Asmussen (1821–1885), dänischer Archäologe und Vorgeschichtler
- Worsch, Emil (1913–2010), österreichischer Lehrer, Autor und Radiästhet
- Worschech, Udo (* 1942), deutscher Theologe, Hochschullehrer für Altes Testament und biblische Archäologie
- Worschew, Pawel (* 1993), kasachischer Radsportler
- Worsdale, John (1948–2017), englischer Fußballspieler
- Wörsdörfer, Thorsten (* 1967), deutscher Fußballspieler
- Wörsel, Troels (1950–2018), dänischer Maler und Grafiker
- Worsley, Arthington (1861–1944), englischer Botaniker
- Worsley, Beatrice (1921–1972), kanadische Informatikerin
- Worsley, Frank (1872–1943), neuseeländischer Polarforscher
- Worsley, Gage (* 1998), US-amerikanischer Volleyballspieler
- Worsley, Gump (1929–2007), kanadischer Eishockeytorwart
- Worsley, Joe (* 1977), englischer Rugby-Union-Spieler
- Worsley, Joe (* 1997), US-amerikanischer Volleyballspieler
- Worsley, Jonathan (* 1984), walisischer Dartspieler
- Worsley, Peter (1924–2013), britischer Anthropologe und Soziologe
- Worsley, Richard (1923–2013), britischer General
- Worsley, Richard, 7. Baronet (1751–1805), britischer Politiker und Antiquitätensammler
- Worsley, Ruth (* 1962), britische anglikanische Theologin; Suffraganbischöfin von Taunton
- Worsnop, Danny (* 1990), britischer Rockmusiker und SongwriterDanny Worsnop (* 1990)

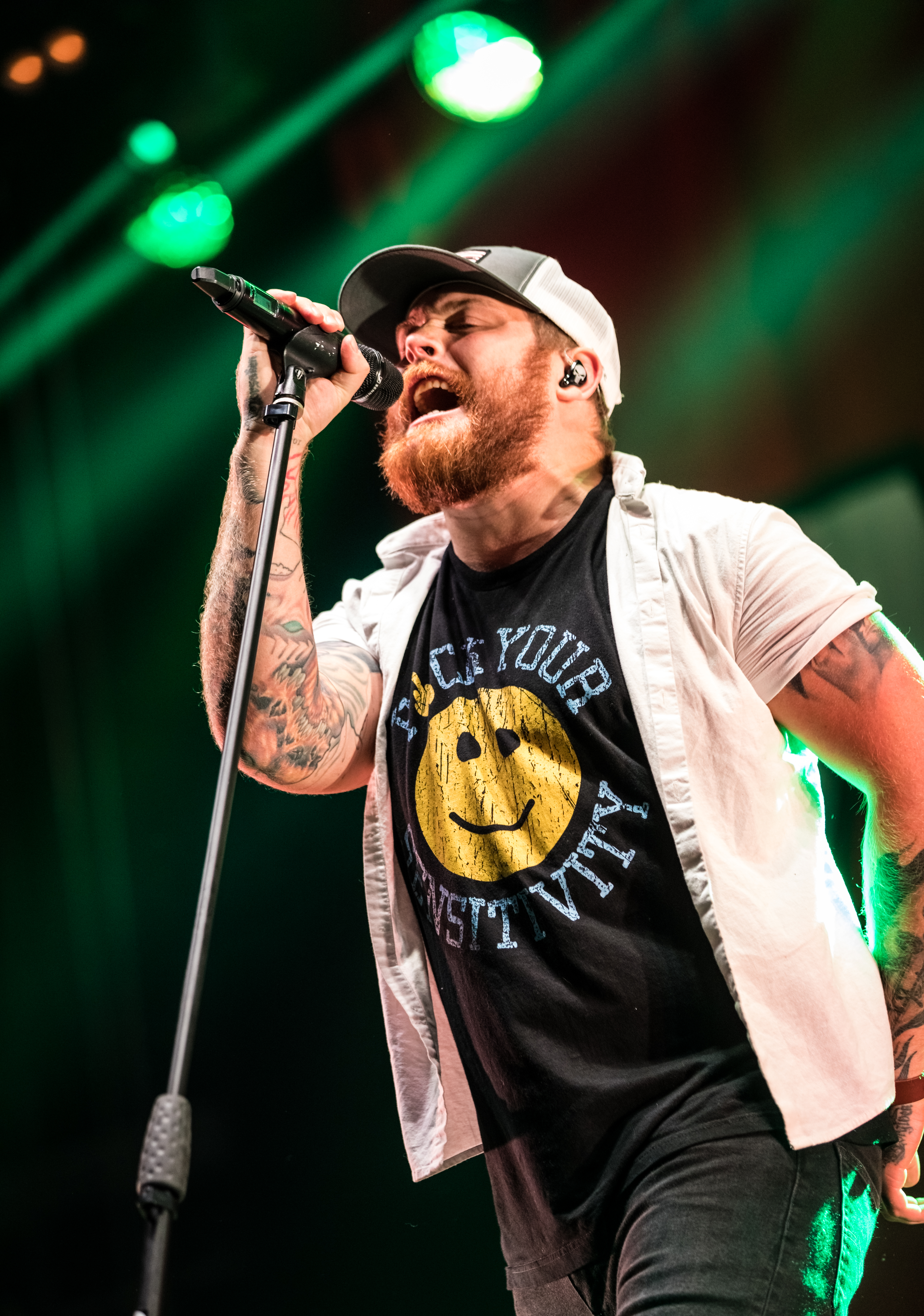
Danny Worsnop (* 1990)

- Worst Painter, griechischer Vasenmaler
- Worst, Annemarie (* 1995), niederländische Radsportlerin
- Worst, Heinrich (* 1913), deutscher Fußballspieler
- Worst, John H. (1850–1945), US-amerikanischer Politiker
- Worstbrock, Franz Josef (* 1935), deutscher germanistischer Mediävist
- Worster, Donald (* 1941), US-amerikanischer Historiker
- Worster, Heinrich (1909–1963), deutscher Verwaltungsführer im KZ Majdanek und KZ Dachau
- Wörster, Peter (* 1950), deutscher Historiker und Archivar

### Wort
- Wortberg, Christoph (* 1963), deutscher Schauspieler, Drehbuchautor und Schriftsteller
- Wörtche, Thomas (* 1954), deutscher Literaturkritiker
- Wortel, Ans (1929–1996), niederländische Malerin
- Wortel, Clemens (* 1947), niederländischer Badmintonspieler
- Wortel, Luyt, niederländische Teilnehmerin am „Culemborg-Frauenaufstand“
- Wortel, Maartje (* 1982), niederländische Schriftstellerin
- Wortelboer, Floris (* 1996), niederländischer Hockeyspieler
- Wortelkamp, Erwin (* 1938), deutscher Bildhauer und MalerErwin Wortelkamp (* 1938)

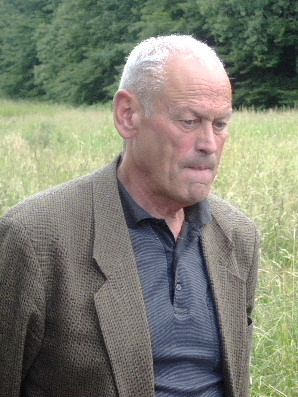
Erwin Wortelkamp (* 1938)

- Wortelmann, Fritz (1902–1976), deutscher Autor, Schriftleiter, Verleger, Dramaturg und Förderer des Puppentheaters in Deutschland
- Wortendyke, Jacob R. (1818–1868), US-amerikanischer Politiker
- Worters, Roy (1900–1957), kanadischer Eishockeyspieler
- Wörtge, Fritz (1902–1949), deutscher kommunistischer Gewerkschaftsfunktionär und Widerstandskämpfer
- Wörtge, Georg (1888–1977), deutscher Schauspieler, Operettenbuffo, Theaterdirektor und Regisseur
- Worth, Adam (1844–1902), deutschamerikanischer Krimineller
- Worth, Charles Frederick (1825–1895), englischer Modeschöpfer, Begründer der Haute CoutureCharles Frederick Worth (1825–1895)

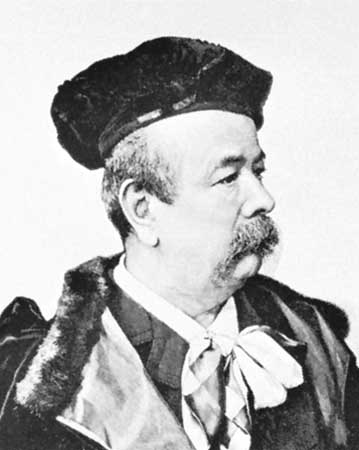
Charles Frederick Worth (1825–1895)

- Worth, Constance (1912–1963), australische Schauspielerin
- Worth, David, US-amerikanischer Regisseur und Kameramann
- Worth, Frank (1923–2000), US-amerikanischer Fotograf
- Worth, George (1915–2006), US-amerikanischer Fechter
- Worth, Irene (1916–2002), US-amerikanische Schauspielerin
- Worth, Jennifer (1935–2011), britische Krankenschwester, Hebamme, Musikerin und Autorin
- Worth, Johannes (1604–1671), Abt des Klosters Grafschaft (1633–1671)
- Worth, Jon (* 1980), deutsch-britischer Blogger
- Worth, Jonathan (1802–1869), US-amerikanischer Politiker; Gouverneur von North Carolina (1865–1868)
- Worth, Lothrop (1903–2000), US-amerikanischer Kameramann
- Worth, Marie Augustine (1825–1898), Ehefrau des Modedesigners Charles Frederick Worth und das erste Mannequin
- Worth, Marvin (1925–1998), US-amerikanischer Drehbuchautor und Filmproduzent
- Worth, Michael (* 1965), US-amerikanischer Schauspieler
- Worth, Nicholas (1937–2007), US-amerikanischer SchauspielerNicholas Worth (1937–2007)

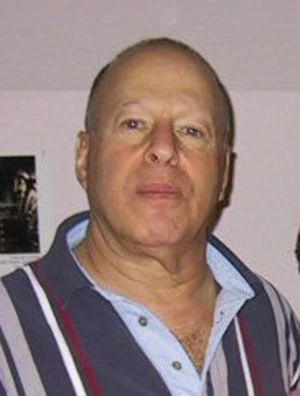
Nicholas Worth (1937–2007)

- Worth, Paul (* 1986), britischer Shorttracker
- Worth, Stefan (* 1985), deutscher Boxsportler
- Worth, Taylor (* 1991), australischer Bogenschütze
- Worth, William (* 1912), australischer Diplomat
- Worthen, Amos Henry (1813–1888), US-amerikanischer Geologe und Paläontologe
- Worthen, John (* 1943), britischer Historiker, Literaturwissenschaftler und Hochschullehrer
- Wörther, Jörg (1958–2020), österreichischer Haubenkoch
- Worthington Cox, Eleanor (* 2001), britische Musicaldarstellerin und Filmschauspielerin
- Worthington, Bryony, Baroness Worthington (* 1971), britische Politikerin und Umweltschutzaktivistin
- Worthington, Charlotte (* 1996), britische BMX-Fahrerin
- Worthington, Euphemia R. (1881–1969), US-amerikanische Mathematikerin und Hochschullehrerin
- Worthington, Frank (1948–2021), englischer Fußballspieler
- Worthington, George (1928–1964), australischer Tennisspieler und -trainer
- Worthington, Harry (1891–1990), US-amerikanischer Weitspringer
- Worthington, Henry G. (1828–1909), US-amerikanischer Politiker
- Worthington, Ian (* 1958), britisch-australischer Althistoriker
- Worthington, John (1618–1671), britischer Theologe
- Worthington, John Tolley Hood (1788–1849), US-amerikanischer Politiker
- Worthington, Kay (* 1959), kanadische Rudersportlerin
- Worthington, Mark (* 1983), australischer Basketballspieler
- Worthington, Nicholas E. (1833–1916), US-amerikanischer Politiker
- Worthington, Nigel (* 1961), nordirischer Fußballspieler und -trainer
- Worthington, Sam (* 1976), australischer SchauspielerSam Worthington (* 1976)

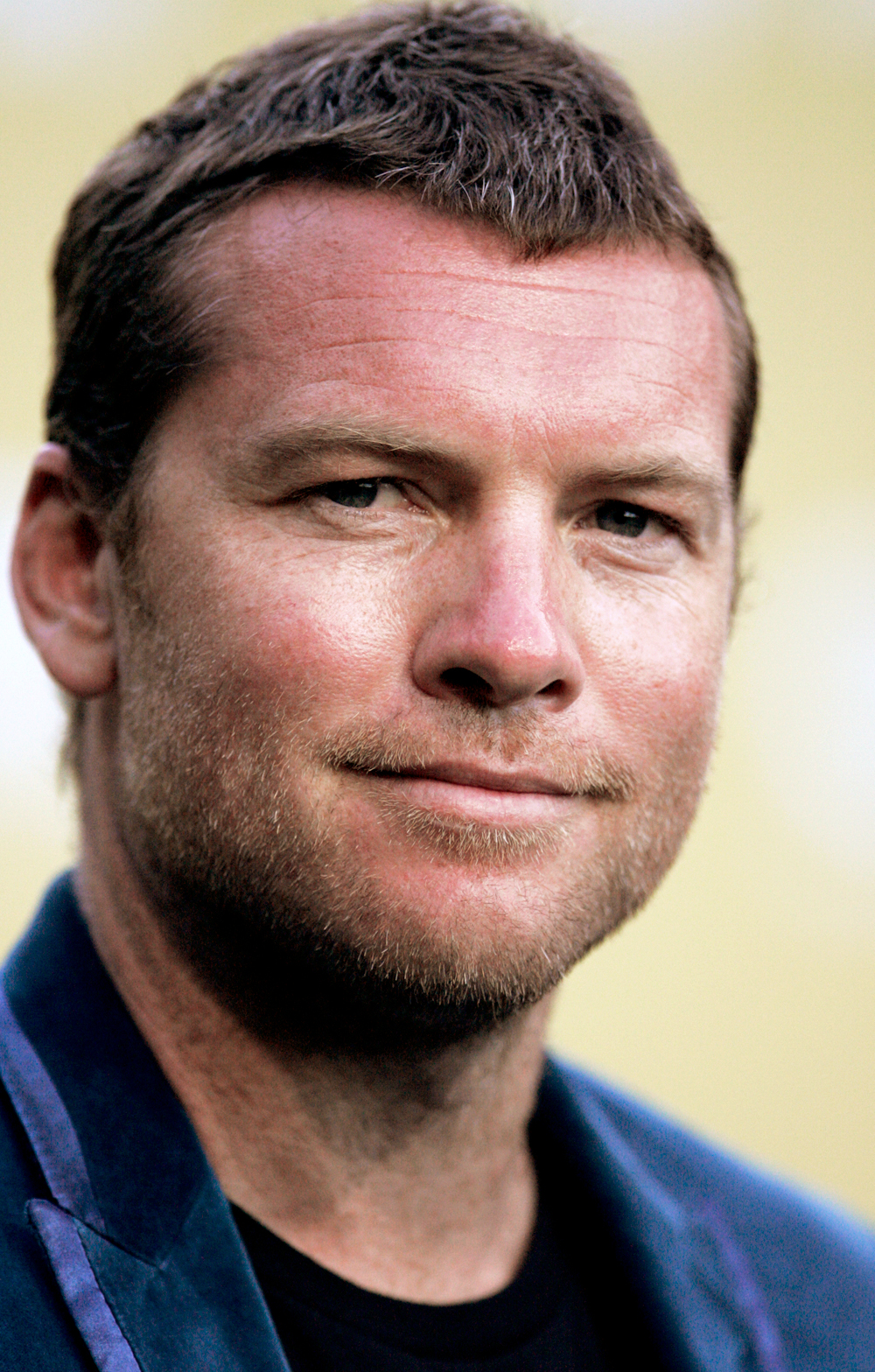
Sam Worthington (* 1976)

- Worthington, Thomas (1773–1827), US-amerikanischer Politiker
- Worthington, Thomas Contee (1782–1847), US-amerikanischer Politiker
- Worthington, Trace (* 1969), US-amerikanischer Freestyle-Skisportler
- Worthington, Wendy (* 1954), US-amerikanische Schauspielerin
- Worthington, William Jackson (1833–1914), US-amerikanischer Politiker
- Worthington-Evans, Laming (1868–1931), britischer Politiker, Unterhausabgeordneter und Rechtsanwalt
- Worthley, Max (1913–1999), australischer Opernsänger (Tenor) und Gesangspädagoge
- Worthmann, Sabine (* 1959), deutsche Kontrabassistin, Klangkünstlerin und Hörspiel-Komponistin
- Worthoff, Hermann (1910–1982), deutscher Kaufmann
- Worthy, Calum (* 1991), kanadischer Schauspieler, Produzent und Drehbuchautor für Fernsehserien
- Worthy, Chris (1947–2007), kanadischer Eishockeytorwart
- Worthy, James (* 1961), US-amerikanischer BasketballspielerJames Worthy (* 1961)

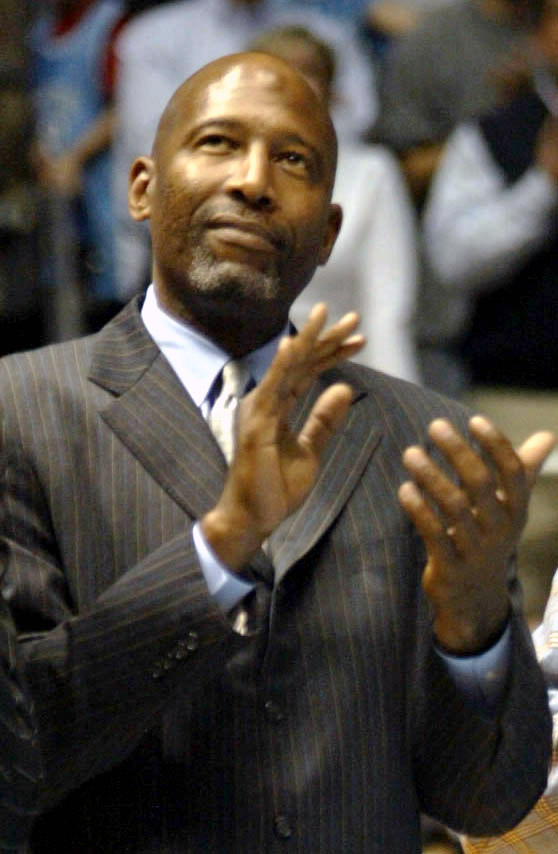
James Worthy (* 1961)

- Worthy, Michael (* 1976), deutscher Basketballspieler
- Worthy, Rick (* 1967), US-amerikanischer Schauspieler
- Worthy, Trevor H. (* 1957), neuseeländischer Paläozoologe
- Worthy, Xavier (* 2003), US-amerikanischer American-Football-Spieler
- Wortis, Edward Irving (* 1937), US-amerikanischer Schriftsteller
- Wortley Montagu, Edward (1713–1776), englischer Schriftsteller
- Wortley, George C. (1926–2014), US-amerikanischer Politiker
- Wortley, Russell (* 1957), australischer Politiker (Labor Party), Minister und Präsident des South Australian Legislative Council
- Wortley, Thomas († 1514), englischer Ritter
- Wortley-Montagu, Mary, 1. Baroness Mount Stuart (1718–1794), britische Adlige
- Wortman, Bob (1927–2015), US-amerikanischer Schiedsrichter im American Football
- Wortman, Gabriel († 2020), kanadischer Amokläufer
- Wortman, Jacob (1856–1926), US-amerikanischer Fossiliensammler und Museumskurator
- Wortmann, Amelie (* 1996), deutsche Hockeyspielerin
- Wortmann, Andreas (* 1982), deutscher Informatiker
- Wortmann, Anton, deutscher Kirchenmaler tätig in Lübeck
- Wortmann, Corien (* 1959), niederländische Managerin und Politikerin (CDA), MdEP
- Wortmann, Dietrich (1884–1952), deutscher Ringer
- Wortmann, Ewald (1911–1985), deutscher Mediziner, Arzt der „Euthanasie“-Aktion T4
- Wortmann, Franz Xaver (1921–1985), deutscher Aerodynamiker
- Wortmann, Hartmut (* 1932), deutscher Lehrer, Komponist und Herausgeber von Kinderliedern
- Wortmann, Hildegard (* 1966), deutsche Managerin und Vorständin von AudiHildegard Wortmann (* 1966)

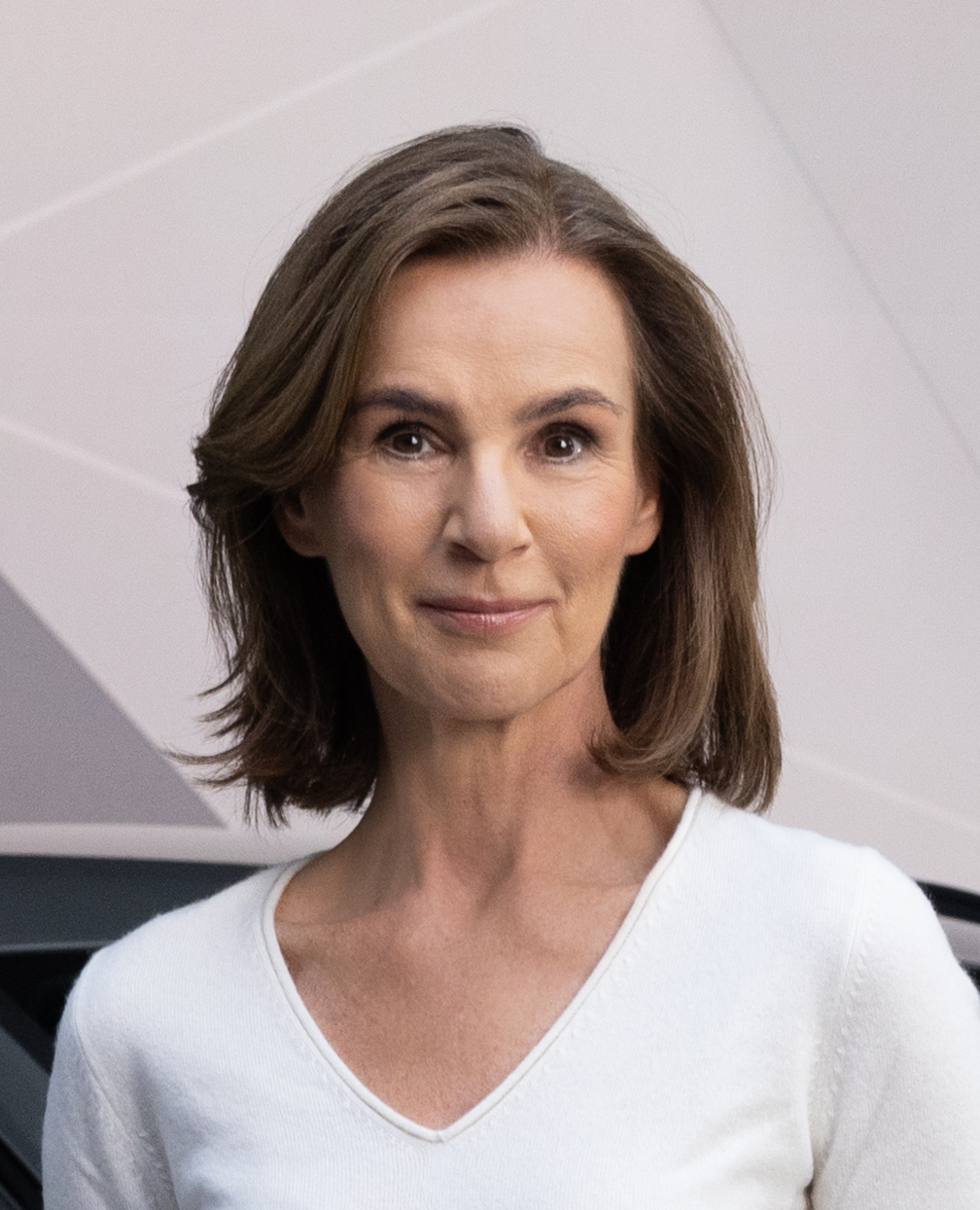
Hildegard Wortmann (* 1966)

- Wortmann, Jakob (1732–1802), Bürgermeister in Elberfeld
- Wortmann, Johannes (1844–1920), deutscher Landschaftsmaler
- Wortmann, Julius (1856–1925), deutscher Weinbauwissenschaftler
- Wortmann, Peter Jakob (1768–1814), deutscher Kaufmann in Elberfeld
- Wortmann, Roger (* 1968), österreichischer Schriftsteller, Regisseur, Szenograph und OnAirPromotion-Spezialist
- Wortmann, Sara (* 1983), deutsche Theaterschauspielerin
- Wortmann, Siegbert (* 1955), deutscher Unternehmer
- Wortmann, Siegfried (1907–1951), österreichischer Fußballspieler
- Wortmann, Sönke (* 1959), deutscher Regisseur und AutorSönke Wortmann (* 1959)

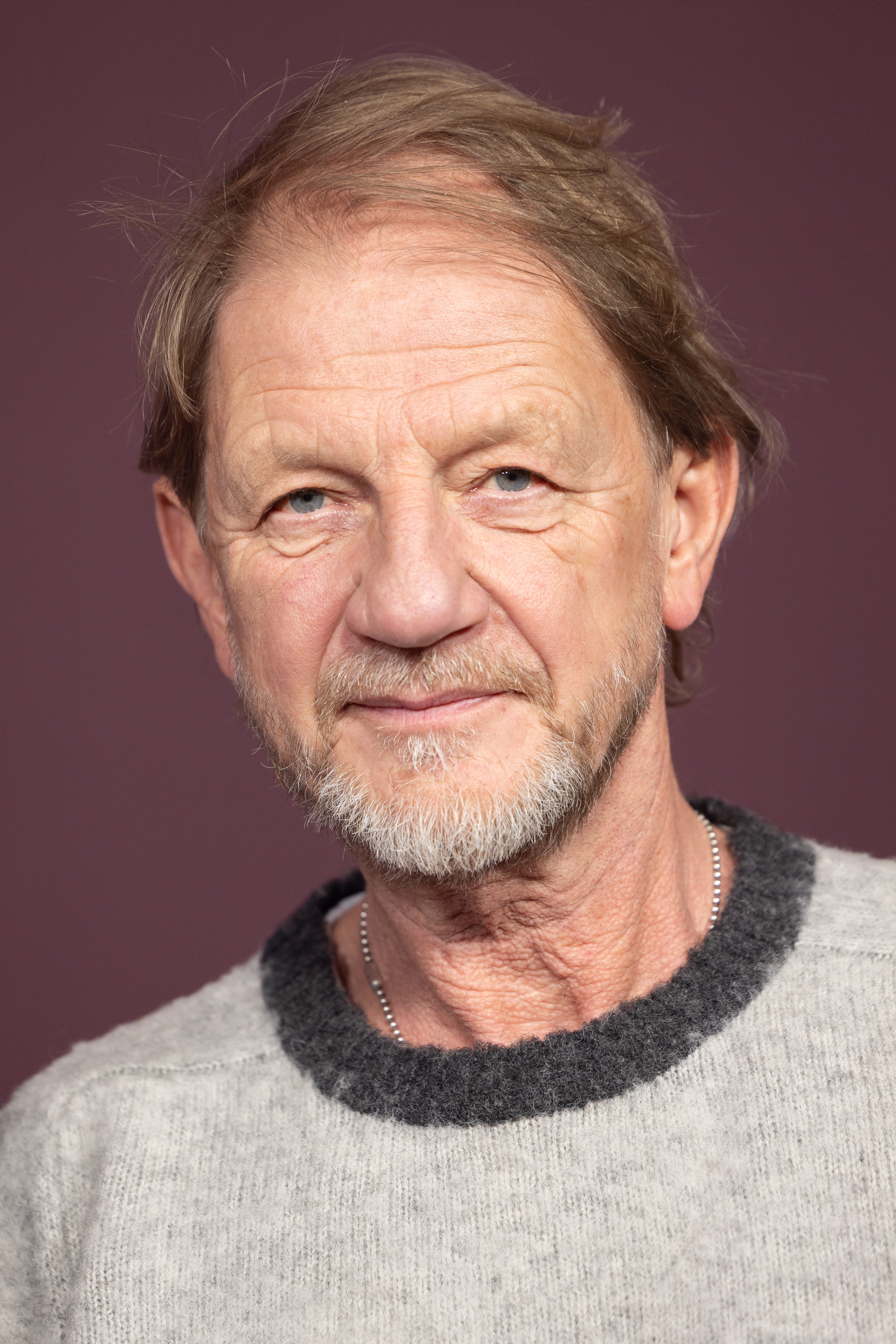
Sönke Wortmann (* 1959)

- Wortmann, Thomas (* 1983), deutscher Literaturwissenschaftler
- Wortmann, Wilhelm (1897–1995), deutscher Stadtplaner und Hochschullehrer
- Worton, Ronald G. (* 1942), kanadischer Genetiker, Stammzellforscher und Wissenschaftskoordinator
- Wortwin, Verfasser der Güldenen Freiheit, Berater von Friedrich Barbarossa
- Wörtz, Eckart (* 1969), deutscher Historiker

### Worw
- Worworbu, Alick (* 1997), vanuatuischer Fußballspieler

### Worz
- Wörz, Benjamin (* 1990), österreichischer Handballspieler
- Wörz, Harry (* 1966), deutscher Bauzeichner, mehrfach freigesprochener Verdächtiger
- Wörz, Matthias Julian (* 1983), deutscher Filmregisseur und Drehbuchautor